# Morti nel 1988
| Questa pagina contiene informazioni ricavate automaticamente dalle voci biografiche con l'ausilio del template Bio e di un bot. L'aggiornamento è periodico e automatico e ricostruisce completamente la pagina. Se manca una persona in questa lista, sei pregato di non aggiungerla, ma accertati piuttosto che la sua voce biografica contenga il template Bio e che i dati anagrafici siano correttamente compilati. Se il template Bio manca, inseriscilo tu stesso o, in alternativa, metti l'avviso {{tmp\|Bio}} che ne segnala la mancanza. Se i dati riportati sono sbagliati, correggi direttamente la voce biografica; le modifiche saranno visibili in questa lista entro pochi giorni. Per chiarimenti vedi il progetto biografie. La lista contiene solo le 1.366 persone che sono citate nell'enciclopedia e per le quali è stato implementato correttamente il template Bio. Pagina aggiornata al 18 ago 2025. |

## Gennaio(112)
- 1º gennaio - Marcel Hillaire, attore tedesco (n. 1908)
- 1º gennaio - Hiroaki Satō, calciatore giapponese (n. 1932)
- 2 gennaio - Michele Manenti, calciatore italiano (n. 1928)
- 3 gennaio - Rose Ausländer, poetessa rumena (n. 1901)
- 3 gennaio - Angelo Biancini, scultore e ceramista italiano (n. 1911)
- 3 gennaio - William Cagney, produttore cinematografico e attore statunitense (n. 1905)
- 3 gennaio - Joie Chitwood, pilota automobilistico statunitense (n. 1912)
- 3 gennaio - Gaston Eyskens, politico belga (n. 1905)
- 3 gennaio - Fernando González Valenciaga, calciatore spagnolo (n. 1921)
- 3 gennaio - Lia Zoppelli, attrice italiana (n. 1920)
- 4 gennaio - Ruth Bleier, neurofisiologa statunitense (n. 1923)
- 4 gennaio - Franco Bottari, scenografo, sceneggiatore e costumista italiano (n. 1925)
- 4 gennaio - Henfil, scrittore, disegnatore e umorista brasiliano (n. 1944)
- 5 gennaio - Carlo Del Teglio, poeta italiano (n. 1926)
- 5 gennaio - Pete Maravich, cestista statunitense (n. 1947)
- 5 gennaio - Giorgio Porreca, scacchista e traduttore italiano (n. 1927)
- 6 gennaio - L. P. Davies, scrittore britannico (n. 1914)
- 6 gennaio - Arturo De Vecchi, schermidore italiano (n. 1898)
- 6 gennaio - Francesco Rebecchini, avvocato e politico italiano (n. 1927)
- 7 gennaio - Michel Auclair, attore francese (n. 1922)
- 7 gennaio - Antonio Buono, magistrato italiano (n. 1913)
- 7 gennaio - Carlo Hintermann, attore e doppiatore italiano (n. 1923)
- 7 gennaio - Trevor Howard, attore britannico (n. 1913)
- 7 gennaio - Antonio Maglio, medico italiano (n. 1912)
- 7 gennaio - Paul Mercey, attore svizzero (n. 1923)
- 8 gennaio - Vjačeslav Aleksandrovič Aleksandrov, militare sovietico (n. 1968)
- 8 gennaio - Jared French, pittore e fotografo statunitense (n. 1905)
- 8 gennaio - Nassif Majdalani, conduttore radiofonico e conduttore televisivo libanese (n. 1913)
- 8 gennaio - Andrej Aleksandrovič Mel'nikov, militare sovietico (n. 1968)
- 8 gennaio - Boyd Morgan, attore e stuntman statunitense (n. 1915)
- 8 gennaio - Franco Rizzotti, pugile e militare italiano (n. 1925)
- 8 gennaio - Norbert Schiller, attore e regista austriaco (n. 1899)
- 9 gennaio - Ascenzo Botta, pugile italiano (n. 1922)
- 9 gennaio - Tano Festa, artista, pittore e fotografo italiano (n. 1938)
- 9 gennaio - Élisabeth Lion, aviatrice francese (n. 1904)
- 9 gennaio - Thierry Maulnier, giornalista, saggista e critico letterario francese (n. 1909)
- 9 gennaio - Wally Monson, hockeista su ghiaccio canadese (n. 1908)
- 10 gennaio - Emanuele Laustino, pittore italiano (n. 1916)
- 10 gennaio - Ed Mullen, cestista e allenatore di pallacanestro statunitense (n. 1913)
- 11 gennaio - Pappy Boyington, militare e aviatore statunitense (n. 1912)
- 11 gennaio - Lorenzo Falco, calciatore italiano (n. 1898)
- 11 gennaio - Florence Knapp, supercentenaria statunitense (n. 1873)
- 11 gennaio - Endre Palócz, schermidore ungherese (n. 1911)
- 11 gennaio - Isidor Isaac Rabi, fisico statunitense (n. 1898)
- 12 gennaio - Joe Albany, pianista statunitense (n. 1924)
- 12 gennaio - Giuseppe Insalaco, politico italiano (n. 1941)
- 12 gennaio - Connie Mulder, politico sudafricano (n. 1925)
- 12 gennaio - Bruno Prevedi, tenore italiano (n. 1928)
- 12 gennaio - Armando Rossi, attore e commediografo italiano (n. 1909)
- 12 gennaio - Piero Taruffi, pilota automobilistico, pilota motociclistico e progettista italiano (n. 1906)
- 13 gennaio - Viktors Arājs, poliziotto lettone (n. 1910)
- 13 gennaio - Chiang Ching-kuo, politico e generale cinese (n. 1910)
- 13 gennaio - Agostino Renna, architetto italiano (n. 1937)
- 14 gennaio - Edda Albertini, attrice italiana (n. 1926)
- 14 gennaio - Pietro Chiappini, ciclista su strada italiano (n. 1915)
- 14 gennaio - Georgij Maksimilianovič Malenkov, politico sovietico (n. 1901)
- 14 gennaio - Raimondo Manzini, giornalista e politico italiano (n. 1901)
- 14 gennaio - Natale Mondo, poliziotto italiano (n. 1952)
- 15 gennaio - Piermarcello Farinelli, rugbista a 15, allenatore di rugby a 15 e medico italiano (n. 1917)
- 15 gennaio - Seán MacBride, politico irlandese (n. 1904)
- 16 gennaio - Andrija Artuković, politico e avvocato croato (n. 1899)
- 18 gennaio - Cataldo Agostinelli, matematico e fisico italiano (n. 1894)
- 18 gennaio - Gunnar Christensen, calciatore norvegese (n. 1905)
- 18 gennaio - Francesca Ciceri, antifascista e partigiana italiana (n. 1904)
- 18 gennaio - József Hatz, schermidore ungherese (n. 1904)
- 18 gennaio - Jean Mitry, saggista, critico cinematografico e regista francese (n. 1904)
- 18 gennaio - Angelo de Mojana di Cologna, religioso italiano (n. 1905)
- 18 gennaio - Renato Traiola, pallanuotista italiano (n. 1924)
- 19 gennaio - Cesare Brandi, storico dell'arte e critico d'arte italiano (n. 1906)
- 19 gennaio - Floriano Calvino, ingegnere, geologo e giornalista italiano (n. 1927)
- 19 gennaio - Evgenij Aleksandrovič Mravinskij, direttore d'orchestra sovietico (n. 1903)
- 19 gennaio - Cary Odell, scenografo statunitense (n. 1910)
- 19 gennaio - Enrico Pecci, imprenditore italiano (n. 1910)
- 20 gennaio - Giovanni Balella, imprenditore italiano (n. 1893)
- 20 gennaio - Annibale Brivio Sforza, XII marchese di Santa Maria in Prato, nobile, diplomatico e numismatico italiano (n. 1892)
- 20 gennaio - Paul Esser, attore tedesco (n. 1913)
- 20 gennaio - Abdul Ghaffar Khan, politico pakistano (n. 1890)
- 20 gennaio - Giovanna Zangrandi, scrittrice, giornalista e partigiana italiana (n. 1910)
- 21 gennaio - Edmund Brisco Ford, genetista britannico (n. 1901)
- 21 gennaio - Pierre Marie Phạm Ngọc Chi, vescovo cattolico vietnamita (n. 1909)
- 21 gennaio - Abraham Sofaer, attore britannico (n. 1896)
- 21 gennaio - Arrigo Tassinari, flautista italiano (n. 1889)
- 21 gennaio - Niccolò Theodoli, produttore cinematografico italiano (n. 1917)
- 21 gennaio - Giovanni Zamperlini, calciatore italiano (n. 1928)
- 22 gennaio - Veniamin Davydovič Dorman, regista sovietico (n. 1927)
- 22 gennaio - Parker Fennelly, attore statunitense (n. 1891)
- 23 gennaio - Johnny Gee, cestista e giocatore di baseball statunitense (n. 1915)
- 23 gennaio - Hilla Limann, politico ghanese (n. 1934)
- 24 gennaio - Eugène Cardine, monaco cristiano e musicologo francese (n. 1905)
- 24 gennaio - Werner Fenchel, matematico tedesco (n. 1905)
- 24 gennaio - Kōnstantinos Loules, politico greco (n. 1906)
- 24 gennaio - Gerardo Santini, giurista e avvocato italiano (n. 1924)
- 24 gennaio - Hiroshi Yoneyama, nuotatore giapponese (n. 1909)
- 25 gennaio - Jurgis Baltrušaitis, storico dell'arte, critico d'arte e diplomatico lituano (n. 1903)
- 25 gennaio - Abrantes Mendes, calciatore portoghese (n. 1907)
- 25 gennaio - Colleen Moore, attrice e cantante statunitense (n. 1899)
- 25 gennaio - David Tobey, cestista, allenatore di pallacanestro e arbitro di pallacanestro statunitense (n. 1898)
- 26 gennaio - Nemesio Orsatti, pittore, incisore e scultore italiano (n. 1912)
- 26 gennaio - Vladimīros Vallas, cestista, allenatore di pallacanestro e dirigente sportivo greco (n. 1912)
- 26 gennaio - Raymond Williams, scrittore e sociologo gallese (n. 1921)
- 26 gennaio - Freddie Wolff, velocista britannico (n. 1910)
- 27 gennaio - Georges Barbot, militare e aviatore francese (n. 1894)
- 27 gennaio - Achille Borella, avvocato e politico svizzero (n. 1908)
- 27 gennaio - Maria Ewel, scultrice tedesca (n. 1915)
- 28 gennaio - Klaus Fuchs, fisico tedesco (n. 1911)
- 29 gennaio - Giulio Bellini, politico italiano (n. 1926)
- 29 gennaio - Seth Neddermeyer, fisico statunitense (n. 1907)
- 30 gennaio - Homer Brightman, sceneggiatore statunitense (n. 1901)
- 30 gennaio - Eddie Cano, compositore e pianista statunitense (n. 1927)
- 30 gennaio - Kees Pellenaars, ciclista su strada olandese (n. 1913)
- 31 gennaio - Waltraud Gebert Deeg, politica italiana (n. 1928)
- 31 gennaio - Wallace Kyle, ufficiale australiano (n. 1910)

## Febbraio(115)
- 1º febbraio - Marcel Bozzuffi, attore, doppiatore e regista francese (n. 1928)
- 1º febbraio - Cesarina Carletti, partigiana, antifascista e brigatista italiana (n. 1912)
- 1º febbraio - Fritz Heider, psicologo austriaco (n. 1896)
- 1º febbraio - Heather O'Rourke, attrice statunitense (n. 1975)
- 1º febbraio - Marisa Vernati, attrice e cantante italiana (n. 1920)
- 2 febbraio - Giuseppe Codacci Pisanelli, politico e giurista italiano (n. 1913)
- 2 febbraio - Solomon Cutner, pianista inglese (n. 1902)
- 2 febbraio - Rossana Martini, attrice italiana (n. 1926)
- 2 febbraio - Alois Mourek, calciatore cecoslovacco (n. 1903)
- 2 febbraio - Giuseppe Novello, pittore e illustratore italiano (n. 1897)
- 3 febbraio - Dory Cei, attrice italiana (n. 1915)
- 3 febbraio - Robert Duncan, poeta statunitense (n. 1919)
- 3 febbraio - William Richard Field, missionario e vescovo cattolico irlandese (n. 1907)
- 3 febbraio - Giovanni Previtali, storico dell'arte italiano (n. 1934)
- 4 febbraio - Clyde Coombs, psicologo statunitense (n. 1912)
- 4 febbraio - Frank Giacoia, fumettista statunitense (n. 1924)
- 4 febbraio - Franz Mandl, calciatore austriaco (n. 1916)
- 4 febbraio - Krzysztof Sitkowski, cestista polacco (n. 1935)
- 5 febbraio - Ove Arup, architetto, ingegnere e imprenditore britannico (n. 1895)
- 5 febbraio - Wilbur Coen, tennista statunitense (n. 1911)
- 5 febbraio - Karel Horák, calciatore cecoslovacco (n. 1918)
- 5 febbraio - Luigi Pirovano, arbitro di calcio italiano (n. 1900)
- 5 febbraio - Emeric Pressburger, regista, sceneggiatore e produttore cinematografico ungherese (n. 1902)
- 6 febbraio - Luigi Baron, aviatore italiano (n. 1917)
- 6 febbraio - Gary Berland, giocatore di poker statunitense (n. 1950)
- 6 febbraio - Giuseppe Della Frera, calciatore italiano (n. 1924)
- 6 febbraio - Carmen Polo, I signora di Meirás, nobildonna spagnola (n. 1900)
- 7 febbraio - Lin Carter, scrittore statunitense (n. 1930)
- 7 febbraio - Mario Niccolò Conti, storico, linguista e saggista italiano (n. 1898)
- 7 febbraio - Silvio Gigli, giornalista, conduttore radiofonico e regista italiano (n. 1910)
- 7 febbraio - Renzo Pecchenino, disegnatore cileno (n. 1934)
- 7 febbraio - Antonio Spadavecchia, compositore russo (n. 1907)
- 8 febbraio - Pietro Arcari, calciatore italiano (n. 1909)
- 8 febbraio - Allan Cuthbertson, attore australiano (n. 1920)
- 8 febbraio - Ralph Flanagan, nuotatore statunitense (n. 1918)
- 8 febbraio - Mario Gentilini, giornalista e fumettista italiano (n. 1909)
- 8 febbraio - Giuseppe Schirò, politico italiano (n. 1913)
- 8 febbraio - Fernando Stefanizzi, militare italiano (n. 1957)
- 9 febbraio - Kurt Herbert Adler, direttore d'orchestra austriaco (n. 1905)
- 9 febbraio - Israel Nathan Herstein, matematico polacco (n. 1923)
- 10 febbraio - Alberto Bertuzzi, giornalista italiano (n. 1913)
- 10 febbraio - Sergejs Maģers, calciatore lettone (n. 1911)
- 10 febbraio - Paolo Renosto, compositore italiano (n. 1935)
- 10 febbraio - Chaya Mushka Schneerson, personalità religiosa bielorussa (n. 1901)
- 11 febbraio - Marion Crawford, educatrice britannica (n. 1909)
- 11 febbraio - Lino Landolfi, fumettista italiano (n. 1925)
- 11 febbraio - Rocco Palamara, magistrato italiano (n. 1926)
- 12 febbraio - Bernard Lippmann, fisico statunitense (n. 1914)
- 13 febbraio - John Curulewski, insegnante, educatore e musicista statunitense (n. 1950)
- 13 febbraio - Radamés Gnattali, compositore, arrangiatore e direttore d'orchestra brasiliano (n. 1906)
- 13 febbraio - José Carlos Godoy, cestista peruviano (n. 1911)
- 13 febbraio - Léon Goossens, oboista britannico (n. 1897)
- 14 febbraio - Nora Astorga, guerrigliera nicaraguense (n. 1948)
- 14 febbraio - Abderrahman Ibrir, calciatore francese (n. 1919)
- 14 febbraio - Jan de Kreek, calciatore olandese (n. 1903)
- 14 febbraio - Frederick Loewe, compositore austriaco (n. 1901)
- 14 febbraio - Serafino Montanari, calciatore e allenatore di calcio italiano (n. 1921)
- 14 febbraio - Cal Niday, pilota automobilistico statunitense (n. 1914)
- 14 febbraio - Auguste Verdyck, ciclista su strada belga (n. 1902)
- 14 febbraio - Joseph Wresinski, presbitero francese (n. 1917)
- 15 febbraio - Al Cohn, sassofonista, arrangiatore e compositore statunitense (n. 1925)
- 15 febbraio - Marino Corder, politico italiano (n. 1929)
- 15 febbraio - Richard Feynman, fisico e divulgatore scientifico statunitense (n. 1918)
- 15 febbraio - Géza Oláh, calciatore ungherese (n. 1925)
- 15 febbraio - Joaquín Pérez Madrigal, politico, giornalista e scrittore spagnolo (n. 1898)
- 16 febbraio - Francesco Barberi, bibliotecario italiano (n. 1905)
- 16 febbraio - Charles Delaunay, critico musicale e produttore discografico francese (n. 1911)
- 16 febbraio - Hélène Gordon-Lazareff, giornalista russa (n. 1909)
- 16 febbraio - Rinaldo Zardini, paleontologo e botanico italiano (n. 1902)
- 17 febbraio - John Marco Allegro, saggista e docente britannico (n. 1923)
- 17 febbraio - Aleksandr Nikolaevič Bašlačëv, cantante, chitarrista e poeta sovietico (n. 1960)
- 17 febbraio - Alain Savary, politico francese (n. 1918)
- 18 febbraio - Ambrogio Beretta, ciclista su strada italiano (n. 1905)
- 18 febbraio - Luciano Gariboldi, calciatore e allenatore di calcio italiano (n. 1927)
- 18 febbraio - Pietro Robotti, imprenditore e filantropo italiano (n. 1900)
- 19 febbraio - René Char, poeta francese (n. 1907)
- 19 febbraio - André Frédéric Cournand, medico francese (n. 1895)
- 19 febbraio - Walerian Kisieliński, calciatore polacco (n. 1907)
- 19 febbraio - Sirio Politi, presbitero italiano (n. 1920)
- 20 febbraio - Antonio Garau, commediografo italiano (n. 1907)
- 21 febbraio - Carlo Azzimonti, calciatore italiano (n. 1913)
- 21 febbraio - Süreyya Duru, regista e produttore cinematografico turco (n. 1930)
- 21 febbraio - Elda Fezzi, storica dell'arte e critica d'arte italiana (n. 1930)
- 21 febbraio - Aleksandar Tomašević, allenatore di calcio e calciatore jugoslavo (n. 1908)
- 21 febbraio - Alfredo Vozzi, arcivescovo cattolico italiano (n. 1905)
- 21 febbraio - Martin Winter, canottiere tedesco (n. 1955)
- 21 febbraio - Cornelis van Eesteren, architetto e urbanista olandese (n. 1897)
- 22 febbraio - Marisa Maresca, showgirl e ballerina italiana (n. 1923)
- 22 febbraio - Dominique Nguyễn Văn Lãng, vescovo cattolico vietnamita (n. 1921)
- 22 febbraio - Afro Poli, baritono italiano (n. 1902)
- 23 febbraio - Remo Bianco, pittore e scultore italiano (n. 1922)
- 23 febbraio - Jack Dugger, giocatore di football americano e cestista statunitense (n. 1923)
- 23 febbraio - Iosif Karakis, architetto sovietico (n. 1902)
- 24 febbraio - Rose Coyle, modella statunitense (n. 1914)
- 24 febbraio - Loretta McNeil, velocista statunitense (n. 1907)
- 24 febbraio - Memphis Slim, cantante, pianista e compositore statunitense (n. 1915)
- 24 febbraio - Raul Radice, scrittore, giornalista e critico letterario italiano (n. 1902)
- 24 febbraio - Mamduh Salem, politico egiziano (n. 1918)
- 24 febbraio - Timothy Scott, ballerino, attore e cantante statunitense (n. 1955)
- 24 febbraio - Aldo Sestini, geografo e geologo italiano (n. 1904)
- 24 febbraio - Harry Yven, calciatore norvegese (n. 1912)
- 24 febbraio - Bluma Zeigarnik, psicologa e psichiatra lituana (n. 1900)
- 25 febbraio - Bernard Ashmole, archeologo inglese (n. 1894)
- 25 febbraio - Dori Seda, fumettista statunitense (n. 1951)
- 26 febbraio - Euclydes Barbosa, calciatore brasiliano (n. 1909)
- 26 febbraio - Howard Mwikuta, calciatore e giocatore di football americano zambiano (n. 1941)
- 27 febbraio - Gildo Caputo, mercante d'arte e antifascista italiano (n. 1904)
- 27 febbraio - Rousseau Hayner Flower, paleontologo statunitense (n. 1913)
- 27 febbraio - Michel Guérard des Lauriers, vescovo francese (n. 1898)
- 28 febbraio - Asakazu Nakai, direttore della fotografia giapponese (n. 1901)
- 28 febbraio - Mikha'il Nu'ayma, scrittore e poeta libanese (n. 1889)
- 28 febbraio - Jørgen Fryd Petersen, sollevatore danese (n. 1925)
- 28 febbraio - Vincenzo Celli, ballerino, coreografo e insegnante statunitense (n. 1900)
- 29 febbraio - Kåre Walberg, saltatore con gli sci norvegese (n. 1912)
- 29 febbraio - Karl Zimmer, fisico e genetista tedesco (n. 1911)

## Marzo(127)
- 1º marzo - Giovanni Attanasio, attore italiano (n. 1928)
- 1º marzo - Joe Besser, attore statunitense (n. 1907)
- 1º marzo - Tommy Breen, calciatore irlandese (n. 1912)
- 1º marzo - Robert Aleksandrovič Majman, regista cinematografico sovietico (n. 1903)
- 1º marzo - Tommy Potter, contrabbassista statunitense (n. 1918)
- 2 marzo - John Clellon Holmes, poeta statunitense (n. 1926)
- 2 marzo - Rina Fort, criminale italiana (n. 1915)
- 2 marzo - Kate Mahaut, schermitrice danese (n. 1908)
- 2 marzo - Harry Lundahl, calciatore e allenatore di calcio svedese (n. 1905)
- 3 marzo - Henryk Szeryng, violinista polacco (n. 1918)
- 3 marzo - Alfred Thielmann, generale tedesco (n. 1892)
- 3 marzo - Lois Wilson, attrice statunitense (n. 1894)
- 3 marzo - Sewall Wright, genetista statunitense (n. 1889)
- 4 marzo - Anna Maestri, attrice italiana (n. 1924)
- 4 marzo - Mario Melis, artista e pittore italiano (n. 1906)
- 4 marzo - Costantino Trapani, vescovo cattolico italiano (n. 1912)
- 5 marzo - Pietro Bacchini, allenatore di calcio e calciatore italiano (n. 1927)
- 5 marzo - Renzo Bompani, imprenditore e dirigente sportivo italiano (n. 1919)
- 5 marzo - Franco Lionello, cantante italiano (n. 1946)
- 5 marzo - János Németh, pallanuotista ungherese (n. 1906)
- 6 marzo - Jeanne Aubert, attrice e cantante francese (n. 1900)
- 6 marzo - Elio Piccon, regista italiano (n. 1925)
- 6 marzo - Dick Ricketts, cestista e giocatore di baseball statunitense (n. 1933)
- 7 marzo - Guido Celano, attore e regista italiano (n. 1904)
- 7 marzo - Divine, attore e cantante statunitense (n. 1945)
- 7 marzo - Robert Livingston, attore statunitense (n. 1904)
- 7 marzo - Olof Stahre, cavaliere svedese (n. 1909)
- 8 marzo - Gordon Carpenter, cestista e allenatore di pallacanestro statunitense (n. 1919)
- 8 marzo - Ken Colyer, trombettista britannico (n. 1928)
- 8 marzo - Lala Abdul Rashid, hockeista su prato pakistano (n. 1922)
- 8 marzo - África de las Heras, guerrigliera e agente segreto spagnola
- 9 marzo - Mickey Fox, attrice statunitense (n. 1915)
- 9 marzo - Fritz Kaftanski, inventore e imprenditore francese (n. 1899)
- 9 marzo - Kurt Georg Kiesinger, politico tedesco (n. 1904)
- 9 marzo - Poondi Kumaraswamy, ingegnere e idrologo indiano (n. 1930)
- 9 marzo - Leon Nikolaevič Saakov, regista sovietico (n. 1909)
- 10 marzo - Glenn Cunningham, mezzofondista statunitense (n. 1909)
- 10 marzo - Andy Gibb, cantante britannico (n. 1958)
- 10 marzo - Svetislav Glišović, allenatore di calcio e calciatore jugoslavo (n. 1913)
- 10 marzo - Nikolaj Karakulov, velocista sovietico (n. 1918)
- 10 marzo - Abdul Khaliq, velocista pakistano (n. 1933)
- 10 marzo - Phạm Hùng, politico vietnamita (n. 1912)
- 10 marzo - Joey Sternaman, giocatore di football americano statunitense (n. 1900)
- 11 marzo - Christianna Brand, scrittrice britannica (n. 1907)
- 11 marzo - Abdullahi Issa Mohamud, politico somalo (n. 1922)
- 11 marzo - Máirtín Ó Direáin, poeta e scrittore irlandese (n. 1910)
- 12 marzo - Alessandro Bausani, islamista, arabista e iranista italiano (n. 1921)
- 12 marzo - Romare Bearden, scrittore e artista statunitense (n. 1911)
- 12 marzo - Charles C. Kirkpatrick, ufficiale statunitense (n. 1907)
- 12 marzo - Angiola Minella, partigiana e politica italiana (n. 1920)
- 12 marzo - Margot Moe, pattinatrice artistica su ghiaccio norvegese (n. 1889)
- 12 marzo - Cesare Pagani, arcivescovo cattolico italiano (n. 1921)
- 12 marzo - Gianna Pederzini, mezzosoprano italiano (n. 1900)
- 12 marzo - Billie Rhodes, attrice e produttrice cinematografica statunitense (n. 1894)
- 12 marzo - Bernard Rudofsky, architetto, disegnatore e insegnante austriaco (n. 1905)
- 12 marzo - Karen Steele, attrice statunitense (n. 1931)
- 13 marzo - Patesko, calciatore brasiliano (n. 1910)
- 13 marzo - Mario Bergonzini, calciatore italiano (n. 1912)
- 13 marzo - Dino Bovoli, allenatore di calcio e calciatore italiano (n. 1914)
- 13 marzo - Olive Carey, attrice statunitense (n. 1896)
- 13 marzo - Battista Falchi, politico italiano (n. 1904)
- 13 marzo - Cees Groot, calciatore olandese (n. 1932)
- 13 marzo - John Holmes, attore pornografico statunitense (n. 1944)
- 13 marzo - Stig Kanger, filosofo e logico svedese (n. 1924)
- 13 marzo - Xavier Saint-Macary, attore francese (n. 1948)
- 13 marzo - Steno, regista, sceneggiatore e vignettista italiano (n. 1917)
- 14 marzo - Willi Apel, musicologo, matematico e filosofo tedesco (n. 1893)
- 14 marzo - Rudolf Gramlich, allenatore di calcio e calciatore tedesco (n. 1908)
- 14 marzo - Ru den Hamer, pallanuotista olandese (n. 1917)
- 15 marzo - Wilson Ferreira Aldunate, politico uruguaiano (n. 1919)
- 15 marzo - Kathie Fischer, attrice statunitense (n. 1907)
- 15 marzo - Dannie Richmond, batterista statunitense (n. 1931)
- 16 marzo - Dorothy Adams, attrice statunitense (n. 1900)
- 16 marzo - Erich Probst, calciatore austriaco (n. 1927)
- 17 marzo - Gösta Alexandersson, attore svedese (n. 1909)
- 17 marzo - Bruce Clarke, generale statunitense (n. 1901)
- 17 marzo - Franz-Otto Krüger, attore, regista e sceneggiatore tedesco (n. 1917)
- 17 marzo - Walter Nigg, teologo svizzero (n. 1903)
- 18 marzo - Gerald Abraham, musicologo britannico (n. 1904)
- 18 marzo - Ugo De Mercurio, avvocato e politico italiano (n. 1903)
- 18 marzo - Karl Maria Demelhuber, generale tedesco (n. 1896)
- 18 marzo - Joan Field, violinista statunitense (n. 1915)
- 18 marzo - Anna Miserocchi, attrice e doppiatrice italiana (n. 1925)
- 19 marzo - Reyner Banham, critico d'arte britannico (n. 1922)
- 19 marzo - Sabino Barinaga, calciatore e allenatore di calcio spagnolo (n. 1922)
- 19 marzo - Luisa Becherucci, storica dell'arte e museologa italiana (n. 1904)
- 19 marzo - Bun Cook, hockeista su ghiaccio e allenatore di hockey su ghiaccio canadese (n. 1904)
- 19 marzo - Roberto Proietti, pugile italiano (n. 1921)
- 20 marzo - Gil Evans, pianista, arrangiatore e compositore canadese (n. 1912)
- 20 marzo - Sergio Sega, calciatore italiano (n. 1927)
- 20 marzo - Greer Skousen, cestista messicano (n. 1916)
- 21 marzo - Marie Burke, attrice britannica (n. 1894)
- 21 marzo - Giovanni Korompay, pittore italiano (n. 1904)
- 21 marzo - Alberto Malagugini, politico e avvocato italiano (n. 1915)
- 21 marzo - Edd Roush, giocatore di baseball statunitense (n. 1893)
- 21 marzo - Charley Shipp, cestista e allenatore di pallacanestro statunitense (n. 1913)
- 21 marzo - Patrick Steptoe, ginecologo inglese (n. 1913)
- 22 marzo - Lester Rawlins, attore statunitense (n. 1924)
- 22 marzo - André Saeys, calciatore belga (n. 1911)
- 23 marzo - Augusta Ghidiglia Quintavalle, storica dell'arte, museologa e saggista italiana (n. 1904)
- 23 marzo - Dayton Lummis, attore statunitense (n. 1903)
- 24 marzo - Davide Lanzoni, rugbista a 15, allenatore di rugby a 15 e dirigente sportivo italiano (n. 1915)
- 24 marzo - Salvatore Papale, dirigente pubblico e politico italiano
- 25 marzo - Apel·les Fenosa, scultore spagnolo (n. 1899)
- 25 marzo - Robert Joffrey, ballerino, coreografo e produttore teatrale statunitense (n. 1930)
- 25 marzo - Leonid Pavlovič Makaryčev, regista sovietico (n. 1927)
- 25 marzo - Emilio Radius, giornalista, romanziere e saggista italiano (n. 1904)
- 27 marzo - Damaso da Celle Ligure, presbitero italiano (n. 1907)
- 27 marzo - Jole Fierro, attrice italiana (n. 1926)
- 27 marzo - Adolfo Geri, attore e doppiatore italiano (n. 1912)
- 27 marzo - Renato Salvatori, attore italiano (n. 1934)
- 27 marzo - Pierre Virion, giornalista e scrittore francese (n. 1899)
- 27 marzo - Charles Willeford, scrittore, poeta e critico d'arte statunitense (n. 1919)
- 28 marzo - Emilio Ceretti, giornalista, traduttore e critico cinematografico italiano (n. 1907)
- 28 marzo - Frans Peeraer, calciatore belga (n. 1913)
- 29 marzo - Arkadij Bočkarëv, cestista sovietico (n. 1931)
- 29 marzo - Jacques Santi, attore francese (n. 1939)
- 29 marzo - Dulcie September, attivista sudafricana (n. 1935)
- 30 marzo - Edgar Faure, scrittore, politico e giurista francese (n. 1908)
- 30 marzo - Fritz Helmut Landshoff, editore tedesco (n. 1901)
- 30 marzo - Doris Pawn, attrice statunitense (n. 1894)
- 30 marzo - Luis Ravaschino, calciatore argentino (n. 1903)
- 30 marzo - Francesco Rodolico, mineralogista e linguista italiano (n. 1905)
- 30 marzo - Arnie Zane, ballerino, coreografo e fotografo statunitense (n. 1948)
- 31 marzo - Nicola Alexandrovich Benois, scenografo, pittore e disegnatore russo (n. 1901)
- 31 marzo - Pierangelo Civera, attore, doppiatore e direttore del doppiaggio italiano (n. 1943)
- 31 marzo - William McMahon, politico australiano (n. 1908)

## Aprile(88)
- 1º aprile - Jim Jordan, attore statunitense (n. 1896)
- 2 aprile - Jenő Barcsay, pittore ungherese (n. 1900)
- 2 aprile - Paolo Milano, critico letterario e giornalista italiano (n. 1904)
- 2 aprile - Anthony Pelissier, regista e sceneggiatore inglese (n. 1912)
- 2 aprile - Vernon Wallace Thomson, politico e avvocato statunitense (n. 1905)
- 3 aprile - Isaac Froimovich, pallanuotista cileno (n. 1918)
- 3 aprile - Giuseppe Macchiavelli, politico italiano (n. 1922)
- 4 aprile - Zlatko Grgić, animatore croato (n. 1931)
- 4 aprile - Eric Havelock, filologo classico inglese (n. 1903)
- 4 aprile - Oleg Žakov, attore sovietico (n. 1905)
- 5 aprile - Swede Halbrook, cestista statunitense (n. 1933)
- 5 aprile - Alf Kjellin, regista e attore svedese (n. 1920)
- 7 aprile - Cesar Bresgen, compositore austriaco (n. 1913)
- 7 aprile - Luigi Ducci, politico italiano (n. 1896)
- 7 aprile - Giovanni Gotti, ciclista su strada italiano (n. 1912)
- 7 aprile - Ilia Peikov, pittore bulgaro (n. 1911)
- 7 aprile - Albert S. Rogell, regista statunitense (n. 1901)
- 9 aprile - Turgut Atakol, cestista, arbitro di pallacanestro e dirigente sportivo turco (n. 1915)
- 9 aprile - Brook Benton, cantautore statunitense (n. 1931)
- 9 aprile - Hans Berndt, calciatore tedesco (n. 1919)
- 9 aprile - Dave Prater, cantante, musicista e ballerino statunitense (n. 1937)
- 9 aprile - Sylvia Thalberg, sceneggiatrice statunitense (n. 1907)
- 10 aprile - Ezekias Papaioannou, politico cipriota (n. 1908)
- 10 aprile - Natale Polci, poeta italiano (n. 1897)
- 10 aprile - Shigeo Sugiura, nuotatore giapponese (n. 1917)
- 10 aprile - Teóphilo, calciatore brasiliano (n. 1900)
- 11 aprile - Ithell Colquhoun, pittrice, scrittrice e esoterista britannica (n. 1906)
- 11 aprile - Jeff Donnell, attrice statunitense (n. 1921)
- 11 aprile - Wolfram Fiedler, slittinista tedesco orientale (n. 1951)
- 11 aprile - Francesco Pacini, pentatleta italiano (n. 1905)
- 12 aprile - Karol Fageros, tennista statunitense (n. 1934)
- 12 aprile - Sheridan Gibney, sceneggiatore e drammaturgo statunitense (n. 1903)
- 12 aprile - Alan Paton, scrittore, politico e attivista sudafricano (n. 1903)
- 12 aprile - Alma Sabatini, linguista e attivista italiana (n. 1922)
- 12 aprile - Vittorio Subilia, teologo italiano (n. 1911)
- 12 aprile - Italo Tancredi, attore italiano
- 14 aprile - Kenneth Davidson, cestista e allenatore di pallacanestro statunitense (n. 1919)
- 14 aprile - Daniel Guérin, storico e politico francese (n. 1904)
- 14 aprile - Camilla Ravera, politica italiana (n. 1889)
- 14 aprile - John Stonehouse, politico e imprenditore britannico (n. 1925)
- 15 aprile - Anna Carena, attrice italiana (n. 1899)
- 15 aprile - Albert Matzinger, calciatore svizzero (n. 1904)
- 15 aprile - Federico Spoltore, pittore italiano (n. 1902)
- 15 aprile - Kenneth Williams, attore gallese (n. 1926)
- 16 aprile - José Dolhem, pilota automobilistico francese (n. 1944)
- 16 aprile - Jurij Aleksandrovič Egorov, pianista sovietico (n. 1954)
- 16 aprile - Francesco Pretti, marciatore e dirigente sportivo italiano (n. 1903)
- 16 aprile - John Reardon, baritono statunitense (n. 1930)
- 16 aprile - Roberto Ruffilli, politologo e politico italiano (n. 1937)
- 16 aprile - Abu Jihad, militare e politico palestinese (n. 1935)
- 17 aprile - Carlotta Corpron, fotografa statunitense (n. 1901)
- 17 aprile - Giulietta De Riso, attrice italiana (n. 1896)
- 17 aprile - Toni Frissell, fotografa statunitense (n. 1907)
- 17 aprile - Anthony Gaggi, mafioso statunitense (n. 1925)
- 17 aprile - Piero Magni, ingegnere aeronautico italiano (n. 1898)
- 17 aprile - Louise Nevelson, scultrice ucraina (n. 1899)
- 17 aprile - Eva Novak, attrice statunitense (n. 1898)
- 17 aprile - Daniel Rapant, storico e archivista slovacco (n. 1897)
- 17 aprile - Renzo Rosati, militare italiano (n. 1962)
- 18 aprile - Paolo Cinanni, politico e scrittore italiano (n. 1916)
- 18 aprile - Pierre Desproges, umorista francese (n. 1939)
- 18 aprile - Antonín Puč, calciatore cecoslovacco (n. 1907)
- 19 aprile - Kwon Ki-ok, aviatrice coreana (n. 1901)
- 20 aprile - Umberto Erriu, militare italiano (n. 1964)
- 20 aprile - Bonaventura Picardi, politico italiano (n. 1911)
- 20 aprile - Cataldo Stasi, carabiniere italiano (n. 1966)
- 21 aprile - I. A. L. Diamond, sceneggiatore statunitense (n. 1920)
- 21 aprile - Buddy Humphrey, giocatore di football americano statunitense (n. 1935)
- 22 aprile - Melvin Price, politico statunitense (n. 1905)
- 22 aprile - Irene Rich, attrice statunitense (n. 1891)
- 23 aprile - Axel Grönberg, lottatore svedese (n. 1918)
- 23 aprile - Eitarō Ozawa, attore giapponese (n. 1909)
- 23 aprile - Arthur Michael Ramsey, arcivescovo anglicano inglese (n. 1904)
- 25 aprile - René Cardona, regista, attore e produttore cinematografico cubano (n. 1905)
- 25 aprile - Carolyn Franklin, cantante e cantautrice statunitense (n. 1944)
- 25 aprile - Ferenc Pataki, ginnasta ungherese (n. 1917)
- 25 aprile - Clifford D. Simak, scrittore, giornalista e autore di fantascienza statunitense (n. 1904)
- 25 aprile - Valerie Solanas, scrittrice, attrice e attivista statunitense (n. 1936)
- 26 aprile - Alf Hansen, calciatore norvegese (n. 1899)
- 26 aprile - Guillermo Haro, astronomo messicano (n. 1913)
- 26 aprile - Valerij Alekseevič Legasov, chimico sovietico (n. 1936)
- 28 aprile - Mario Actis Perinetti, politico italiano (n. 1895)
- 28 aprile - Fenner Brockway, politico e attivista britannico (n. 1888)
- 28 aprile - Enrico de Boccard, giornalista, scrittore e agente segreto italiano (n. 1921)
- 29 aprile - James McCracken, tenore statunitense (n. 1926)
- 29 aprile - Jakob Tuggener, fotografo, regista e pittore svizzero (n. 1904)
- 30 aprile - Man Mountain Mike, wrestler statunitense (n. 1940)
- 30 aprile - Alex Sanders, esoterista britannico (n. 1926)

## Maggio(105)
- 1º maggio - Bill Amor, calciatore inglese (n. 1919)
- 1º maggio - Erwin Nyc, calciatore polacco (n. 1914)
- 1º maggio - Paolo Stoppa, attore e doppiatore italiano (n. 1906)
- 1º maggio - Kay Sutton, attrice statunitense (n. 1915)
- 1º maggio - Germano Travagini, calciatore italiano (n. 1930)
- 2 maggio - Alvaro Amarugi, imprenditore e dirigente sportivo italiano (n. 1929)
- 2 maggio - Pavel Petrovič Kadočnikov, attore e regista sovietico (n. 1915)
- 3 maggio - Osvaldo Biancardi, calciatore italiano (n. 1929)
- 3 maggio - Milton Caniff, fumettista statunitense (n. 1907)
- 3 maggio - Carlo Egidi, scenografo e costumista italiano (n. 1918)
- 3 maggio - José María Jáuregui, calciatore spagnolo (n. 1896)
- 3 maggio - Lev Semënovič Pontrjagin, matematico sovietico (n. 1908)
- 3 maggio - Paul Vario, mafioso statunitense (n. 1914)
- 4 maggio - Josefa Edralin, insegnante filippina (n. 1893)
- 4 maggio - Stanley William Hayter, artista britannico (n. 1901)
- 4 maggio - Jo van Dijk, attivista olandese (n. 1912)
- 5 maggio - Harold Hull, cestista statunitense (n. 1920)
- 5 maggio - George Rose, attore britannico (n. 1920)
- 5 maggio - Michael Shaara, scrittore statunitense (n. 1928)
- 5 maggio - Ferruccio Vignanelli, organista italiano (n. 1903)
- 6 maggio - Costantino Nivola, artista e scultore italiano (n. 1911)
- 6 maggio - Victor Rutenburg, storico sovietico (n. 1911)
- 7 maggio - Alberto de Zavalía, regista, produttore cinematografico e sceneggiatore argentino (n. 1911)
- 8 maggio - Elso Cruciani, arbitro di calcio italiano (n. 1930)
- 8 maggio - Robert A. Heinlein, scrittore di fantascienza statunitense (n. 1907)
- 8 maggio - Antonio Pagano, calciatore italiano (n. 1902)
- 8 maggio - Abdel Moneim Wahby, cestista, arbitro di pallacanestro e dirigente sportivo egiziano (n. 1911)
- 9 maggio - Géza Boldizsár, allenatore di calcio e calciatore ungherese (n. 1919)
- 9 maggio - Alfons Julen, sciatore di pattuglia militare e fondista svizzero (n. 1899)
- 9 maggio - Willie Moir, calciatore scozzese (n. 1922)
- 10 maggio - Ciarán Bourke, musicista irlandese (n. 1935)
- 10 maggio - José Guardiola, attore e doppiatore spagnolo (n. 1921)
- 10 maggio - Hugh Laing, ballerino barbadiano (n. 1911)
- 10 maggio - Henri Ledroit, controtenore francese (n. 1946)
- 10 maggio - Shen Congwen, scrittore cinese (n. 1902)
- 11 maggio - Domenico Cambieri, canottiere italiano (n. 1914)
- 11 maggio - Julio Mosso, calciatore argentino (n. 1899)
- 11 maggio - Kim Philby, agente segreto e militare britannico (n. 1912)
- 11 maggio - Carmelo Romeo, calciatore italiano (n. 1897)
- 12 maggio - Paul Osborn, drammaturgo e sceneggiatore statunitense (n. 1901)
- 13 maggio - Chet Baker, trombettista e cantante statunitense (n. 1929)
- 13 maggio - Jack Garrison, hockeista su ghiaccio statunitense (n. 1909)
- 13 maggio - Sergej Georgievič Gorškov, ammiraglio e politico sovietico (n. 1910)
- 13 maggio - Friedrich Guggenberger, ammiraglio tedesco (n. 1915)
- 13 maggio - Caecilia Loots, insegnante e partigiana olandese (n. 1903)
- 13 maggio - Nikolaj Fëdorovič Makarov, progettista sovietico (n. 1914)
- 13 maggio - Irene Manton, botanica britannica (n. 1904)
- 14 maggio - Willem Drees, politico olandese (n. 1886)
- 14 maggio - Ernesto Giménez Caballero, scrittore e politico spagnolo (n. 1899)
- 15 maggio - Andrew Duggan, attore statunitense (n. 1923)
- 15 maggio - Fulvia Franco, attrice italiana (n. 1931)
- 15 maggio - Jean-Pierre Hoscheid, calciatore e allenatore di calcio lussemburghese (n. 1912)
- 15 maggio - Fritz Löffler, storico dell'arte tedesco (n. 1899)
- 15 maggio - Greta Nissen, ballerina e attrice norvegese (n. 1905)
- 16 maggio - Július Bešina, calciatore slovacco (n. 1914)
- 16 maggio - Anna Zofia Krygowska, matematica polacca (n. 1904)
- 16 maggio - Anatolij Maslënkin, calciatore e allenatore di calcio sovietico (n. 1930)
- 16 maggio - Giovanni Pala, politico e giornalista italiano (n. 1896)
- 16 maggio - Michele Pascolato, politico e avvocato italiano (n. 1907)
- 16 maggio - Arnaldo Trevisan, poliziotto italiano (n. 1966)
- 17 maggio - Isaak Jaglom, matematico sovietico (n. 1921)
- 18 maggio - Daws Butler, doppiatore statunitense (n. 1916)
- 18 maggio - Michiko Tanaka, attrice e cantante giapponese (n. 1913)
- 18 maggio - Enzo Tortora, conduttore televisivo, autore televisivo e conduttore radiofonico italiano (n. 1928)
- 19 maggio - Giancarlo Castelli, calciatore e allenatore di calcio italiano (n. 1918)
- 19 maggio - Kurt Caesar Hoffmann, ammiraglio tedesco (n. 1895)
- 19 maggio - Barbara Laage, attrice francese (n. 1920)
- 19 maggio - Lloyd Vaughan, animatore statunitense (n. 1909)
- 20 maggio - Ana Aslan, biologa e medico romena (n. 1897)
- 20 maggio - Nicola Ceravolo, dirigente sportivo italiano (n. 1907)
- 20 maggio - Víctor Unamuno, calciatore spagnolo (n. 1909)
- 21 maggio - Carlo Cisventi, fotografo e fotoreporter italiano (n. 1929)
- 21 maggio - Sammy Davis Sr., ballerino e attore statunitense (n. 1900)
- 21 maggio - Dino Grandi, politico, diplomatico e nobile italiano (n. 1895)
- 21 maggio - Pino Romualdi, politico e giornalista italiano (n. 1913)
- 22 maggio - Giorgio Almirante, politico italiano (n. 1914)
- 22 maggio - Jules Gales, calciatore lussemburghese (n. 1924)
- 22 maggio - Ulderico Meanti, calciatore italiano (n. 1916)
- 23 maggio - Jesús Castro, calciatore uruguaiano (n. 1933)
- 23 maggio - Giorgio Coda, psichiatra italiano (n. 1924)
- 23 maggio - Aya Kitō, scrittrice giapponese (n. 1962)
- 23 maggio - Roberto Succo, serial killer italiano (n. 1962)
- 24 maggio - Freddie Frith, pilota motociclistico britannico (n. 1909)
- 24 maggio - Ernest Labrousse, storico francese (n. 1895)
- 24 maggio - Sergio Marullo Di Condojanni, politico italiano (n. 1918)
- 25 maggio - Monte Kay, produttore discografico e produttore televisivo statunitense (n. 1924)
- 25 maggio - Mario Luciolli, diplomatico italiano (n. 1910)
- 25 maggio - Ruth Malcomson, modella statunitense (n. 1906)
- 25 maggio - Karl August Wittfogel, sociologo e sinologo tedesco (n. 1896)
- 26 maggio - Antonio Bardellino, mafioso italiano (n. 1945)
- 26 maggio - Jim Carmichael, animatore e doppiatore statunitense (n. 1909)
- 26 maggio - Nello Segurini, compositore, direttore d'orchestra e attore italiano (n. 1910)
- 26 maggio - Nicolò Vittori, canottiere italiano (n. 1909)
- 27 maggio - Hjördis Petterson, attrice svedese (n. 1908)
- 27 maggio - Ernst Ruska, fisico tedesco (n. 1906)
- 28 maggio - Adolfo Contoli, calciatore, multiplista e ostacolista italiano (n. 1898)
- 28 maggio - Paolo Musolino, scacchista italiano (n. 1916)
- 28 maggio - Andrea Negrari, politico italiano (n. 1920)
- 29 maggio - Salem bin Laden, imprenditore saudita (n. 1946)
- 29 maggio - Henry Johansen, calciatore norvegese (n. 1904)
- 29 maggio - Diego Pozzetto, attore italiano (n. 1893)
- 29 maggio - Siaka Stevens, politico sierraleonese (n. 1905)
- 30 maggio - Isaline Crivelli, sciatrice alpina, golfista e pittrice italiana (n. 1903)
- 30 maggio - Ella Raines, attrice statunitense (n. 1920)
- 31 maggio - Carlo Bellero, direttore della fotografia italiano (n. 1911)

## Giugno(84)
- 1º giugno - Leon Belasco, attore russo (n. 1902)
- 1º giugno - Herbert Feigl, filosofo austriaco (n. 1902)
- 1º giugno - Davey Moore, pugile statunitense (n. 1959)
- 2 giugno - Jesús Fernández Santos, scrittore, regista e sceneggiatore spagnolo (n. 1926)
- 2 giugno - Iosif Grigulevič, agente segreto sovietico (n. 1913)
- 2 giugno - Raj Kapoor, attore, regista e produttore cinematografico indiano (n. 1924)
- 2 giugno - Annette Poivre, attrice francese (n. 1917)
- 3 giugno - Anna Mahler, scultrice austriaca (n. 1904)
- 3 giugno - Renzo Palmer, attore, doppiatore e conduttore televisivo italiano (n. 1930)
- 3 giugno - Lucio Rama, attore italiano (n. 1911)
- 4 giugno - Douglas Nicholls, religioso, politico e giocatore di football australiano australiano (n. 1906)
- 5 giugno - Pier Candiano Giustiniani, imprenditore italiano (n. 1900)
- 5 giugno - Manlio Rossi-Doria, economista e politico italiano (n. 1905)
- 6 giugno - Michelangelo Ciancaglini, politico italiano (n. 1926)
- 6 giugno - Gheorghe Eminescu, militare, storico e scrittore rumeno (n. 1890)
- 6 giugno - Jacques Ledoux, archivista belga (n. 1921)
- 7 giugno - Octave Joly, fumettista belga (n. 1910)
- 7 giugno - Martin Sommer, militare e criminale di guerra tedesco (n. 1915)
- 8 giugno - Philippe Nguyễn Kim Điền, arcivescovo cattolico vietnamita (n. 1921)
- 8 giugno - Ezio Pecora, regista, autore televisivo e critico cinematografico italiano (n. 1925)
- 9 giugno - Uberto Bonino, banchiere e politico italiano (n. 1901)
- 9 giugno - Sergio Franchi, hockeista su pista e allenatore di hockey su pista italiano (n. 1945)
- 10 giugno - Mario Bosisio, pugile italiano (n. 1901)
- 10 giugno - Louis L'Amour, scrittore statunitense (n. 1908)
- 10 giugno - Claudio Malagoli, cestista italiano (n. 1951)
- 10 giugno - Josep Tarradellas, politico spagnolo (n. 1899)
- 11 giugno - Antonio Castelli, scrittore italiano (n. 1923)
- 11 giugno - Pietro Ebner, storico e numismatico italiano (n. 1904)
- 11 giugno - Gregorio Gómez, calciatore messicano (n. 1924)
- 11 giugno - Giuseppe Saragat, politico e diplomatico italiano (n. 1898)
- 11 giugno - Marianne Van Hirtum, scrittrice, pittrice e scultrice belga (n. 1935)
- 12 giugno - Attilio Fierro, politico e ingegnere italiano (n. 1922)
- 12 giugno - Georg Hochgesang, calciatore tedesco (n. 1897)
- 12 giugno - Gennadij Krasnickij, calciatore sovietico (n. 1940)
- 13 giugno - Víctor Pozzo, calciatore e allenatore di calcio argentino (n. 1914)
- 13 giugno - Emil Telmányi, violinista, insegnante e direttore d'orchestra ungherese (n. 1892)
- 15 giugno - Adelfo Magallanes, calciatore e allenatore di calcio peruviano (n. 1913)
- 15 giugno - José Meza, calciatore costaricano (n. 1920)
- 15 giugno - Clemente Vismara, presbitero e missionario italiano (n. 1897)
- 16 giugno - Andrea Pazienza, fumettista, disegnatore e pittore italiano (n. 1956)
- 16 giugno - Johann Schädler, slittinista liechtensteinese (n. 1939)
- 17 giugno - Wacław Czerwiński, ingegnere polacco (n. 1900)
- 18 giugno - Massimo Alesi, politico italiano (n. 1907)
- 18 giugno - Archie Cochrane, medico e epidemiologo scozzese (n. 1909)
- 18 giugno - Idilio Dell'Era, poeta, romanziere e saggista italiano (n. 1904)
- 18 giugno - Elizabeth Gardner, fisica britannica (n. 1957)
- 18 giugno - Edgar Hoffmann Price, scrittore statunitense (n. 1898)
- 18 giugno - Wilford Leach, regista e scenografo statunitense (n. 1929)
- 18 giugno - Vincenzo Provera, allenatore di calcio e calciatore italiano (n. 1912)
- 19 giugno - Marco Donat-Cattin, terrorista italiano (n. 1953)
- 19 giugno - Marie Logoreci, cantante e attrice albanese (n. 1920)
- 19 giugno - Gladys Spellman, politica statunitense (n. 1918)
- 20 giugno - Andrea Gaggero, presbitero e pacifista italiano (n. 1916)
- 21 giugno - Stefan Baretzki, militare tedesco (n. 1919)
- 21 giugno - John Duncan, Sr., politico e avvocato statunitense (n. 1919)
- 22 giugno - Leonard Matlovich, attivista e militare statunitense (n. 1943)
- 22 giugno - Dennis Day, attore statunitense (n. 1916)
- 22 giugno - Stuart Randall, attore statunitense (n. 1909)
- 23 giugno - Dante Alimenti, giornalista italiano (n. 1934)
- 23 giugno - Koko Cárdenas, cestista e giornalista peruviano (n. 1912)
- 23 giugno - Andrei Glanzmann, calciatore e allenatore di calcio rumeno (n. 1907)
- 23 giugno - Henry Murray, psicologo statunitense (n. 1893)
- 24 giugno - Marta Abba, attrice italiana (n. 1900)
- 24 giugno - Knut Ellingsrud, calciatore norvegese (n. 1903)
- 24 giugno - Csaba Kesjár, pilota automobilistico ungherese (n. 1962)
- 24 giugno - Ivo Pedretti, calciatore italiano (n. 1905)
- 24 giugno - Ferdinando Tartaglia, presbitero, scrittore e teologo italiano (n. 1916)
- 25 giugno - Jean Boffety, direttore della fotografia francese (n. 1925)
- 25 giugno - Maurice Fox, scacchista canadese (n. 1898)
- 25 giugno - Mildred Gillars, conduttrice radiofonica statunitense (n. 1900)
- 25 giugno - Hillel Slovak, chitarrista e musicista israeliano (n. 1962)
- 25 giugno - Fermo Solari, politico, partigiano e imprenditore italiano (n. 1900)
- 26 giugno - Gunnar Andersen, saltatore con gli sci norvegese (n. 1909)
- 26 giugno - Hans Urs von Balthasar, presbitero e teologo svizzero (n. 1905)
- 27 giugno - Léonie Adams, poetessa statunitense (n. 1899)
- 27 giugno - Aparicio Méndez, politico uruguaiano (n. 1904)
- 27 giugno - Reno Strand, cestista e allenatore di pallacanestro statunitense (n. 1909)
- 27 giugno - Louis Versyp, calciatore e allenatore di calcio belga (n. 1908)
- 28 giugno - Iris Origo, scrittrice inglese (n. 1902)
- 28 giugno - Kurt Raab, attore, sceneggiatore e drammaturgo tedesco (n. 1941)
- 29 giugno - Tengku Afzan, sovrana malese (n. 1932)
- 30 giugno - Chacrinha, showman, conduttore radiofonico e attore brasiliano (n. 1917)
- 30 giugno - Johanna Hofer, attrice tedesca (n. 1896)
- 30 giugno - Thales McReynolds, cestista statunitense (n. 1943)

## Luglio(119)
- 1º luglio - Jan de Boer, calciatore olandese (n. 1898)
- 1º luglio - Costante Degan, politico e ingegnere italiano (n. 1930)
- 1º luglio - Francesco Fasola, arcivescovo cattolico italiano (n. 1898)
- 1º luglio - Guido Fibbia, militare e aviatore italiano (n. 1917)
- 1º luglio - Hermann Volk, cardinale e vescovo cattolico tedesco (n. 1903)
- 1º luglio - Hellmuth Christian Wolff, compositore e musicologo tedesco (n. 1906)
- 2 luglio - Jimmy Ball, velocista canadese (n. 1903)
- 2 luglio - Johann Baptist Gradl, politico tedesco (n. 1904)
- 2 luglio - Nella Mortara, fisica italiana (n. 1893)
- 2 luglio - Alice Vibert Douglas, astronoma canadese (n. 1894)
- 2 luglio - Eddie Vinson, sassofonista statunitense (n. 1917)
- 3 luglio - Ugo Manunta, giornalista e politico italiano (n. 1902)
- 3 luglio - Brooks McCloskey, attore statunitense (n. 1907)
- 3 luglio - Fritz Wiessner, alpinista e chimico tedesco (n. 1900)
- 4 luglio - Adrian Adonis, wrestler statunitense (n. 1953)
- 4 luglio - Felice Benuzzi, diplomatico, scrittore e alpinista italiano (n. 1910)
- 4 luglio - Américo Ruffino, calciatore argentino (n. 1905)
- 4 luglio - Vicente Seguí García, calciatore spagnolo (n. 1927)
- 5 luglio - Eugène Maillat, vescovo cattolico svizzero (n. 1919)
- 6 luglio - John Drury Clark, chimico e scrittore statunitense (n. 1907)
- 7 luglio - Elmer Johnson, cestista e giocatore di baseball statunitense (n. 1910)
- 7 luglio - Ferruccio Masini, germanista, critico letterario e traduttore italiano (n. 1928)
- 7 luglio - Paula Mollenhauer, discobola tedesca (n. 1908)
- 7 luglio - Aldo Tonti, direttore della fotografia italiano (n. 1910)
- 7 luglio - Antonio Zama, arcivescovo cattolico italiano (n. 1917)
- 8 luglio - Ray Barbuti, velocista statunitense (n. 1905)
- 8 luglio - Marcello Del Bello, tennista italiano (n. 1921)
- 8 luglio - Francesco Marenghi, politico italiano (n. 1904)
- 9 luglio - Luigi Chiodi, letterato e scrittore italiano (n. 1914)
- 9 luglio - Anthony Holland, attore statunitense (n. 1928)
- 9 luglio - Kathleen Jordon Gregory, attrice statunitense (n. 1942)
- 10 luglio - Alf Ackerman, allenatore di calcio e calciatore sudafricano (n. 1929)
- 10 luglio - Erik Husted, hockeista su prato danese (n. 1900)
- 10 luglio - Danuta Iwanow, cestista polacca (n. 1936)
- 10 luglio - Enrique Lihn, poeta cileno (n. 1929)
- 11 luglio - Li Fenglou, calciatore e allenatore di calcio cinese (n. 1912)
- 12 luglio - Salvatore Cara, politico italiano (n. 1902)
- 12 luglio - Joshua Logan, regista, sceneggiatore e produttore cinematografico statunitense (n. 1908)
- 12 luglio - Giuseppe Ostromann, allenatore di calcio e calciatore italiano (n. 1914)
- 12 luglio - Enzo Sacchi, pistard e ciclista su strada italiano (n. 1926)
- 12 luglio - Tunku Abdul Rahman, principe malese (n. 1935)
- 13 luglio - Gillis Andersson, calciatore svedese (n. 1912)
- 13 luglio - Franco Dacquati, pittore e scultore italiano (n. 1910)
- 13 luglio - Phil Monroe, animatore statunitense (n. 1916)
- 13 luglio - Ivo Šuprina, calciatore jugoslavo (n. 1921)
- 13 luglio - Richard Vogt, pugile tedesco (n. 1913)
- 13 luglio - Amirchan Kamizovič Šomachov, scrittore e politico sovietico (n. 1910)
- 14 luglio - Jozef Bačkor, calciatore slovacco (n. 1919)
- 14 luglio - Rosetta Cattaneo, velocista italiana (n. 1919)
- 14 luglio - Remo Cossio, calciatore italiano (n. 1913)
- 14 luglio - Vincenzo Nestler, scacchista italiano (n. 1912)
- 14 luglio - Luigi Polacchi, poeta e scrittore italiano (n. 1894)
- 14 luglio - Oronzo Reale, politico italiano (n. 1902)
- 15 luglio - Jan Brzák-Felix, canoista cecoslovacco (n. 1912)
- 15 luglio - Tore Keller, calciatore svedese (n. 1905)
- 15 luglio - Kazimierz Lis, calciatore polacco (n. 1910)
- 15 luglio - Armand Mouyal, schermidore francese (n. 1925)
- 16 luglio - Carmelo Comes, pittore e ceramista italiano (n. 1905)
- 16 luglio - Milton R. Krasner, direttore della fotografia statunitense (n. 1904)
- 16 luglio - Alfredo Perna, partigiano italiano (n. 1918)
- 16 luglio - Samuel Ruben, inventore e imprenditore statunitense (n. 1900)
- 17 luglio - Bruiser Brody, wrestler statunitense (n. 1946)
- 17 luglio - Fёdor Nikitin, attore sovietico (n. 1900)
- 18 luglio - Petre Munteanu, tenore rumeno (n. 1916)
- 18 luglio - Nico, cantautrice, attrice e modella tedesca (n. 1938)
- 18 luglio - Pio Penzo, incisore e presbitero italiano (n. 1926)
- 18 luglio - Giorgio Tedeschini, calciatore italiano (n. 1907)
- 19 luglio - Vincenzo Morabito, politico italiano (n. 1903)
- 20 luglio - Giuseppe Albertini, giornalista e telecronista sportivo italiano (n. 1911)
- 20 luglio - Fabio Fiorelli, politico italiano (n. 1921)
- 21 luglio - Enrico Filippini, giornalista e traduttore svizzero (n. 1932)
- 21 luglio - Enrique Segarra, architetto spagnolo (n. 1908)
- 21 luglio - Michail Davydovič Vol'pin, drammaturgo, poeta e sceneggiatore sovietico (n. 1902)
- 22 luglio - Giuseppe Bosia, politico italiano (n. 1894)
- 22 luglio - Larry Clemmons, sceneggiatore statunitense (n. 1906)
- 22 luglio - Andrée Dupeyron, aviatrice francese (n. 1902)
- 22 luglio - Gavriil Georgievič Egiazarov, regista sovietico (n. 1916)
- 22 luglio - Ian Gordon Greenlees, diplomatico e scrittore scozzese (n. 1913)
- 22 luglio - Duane Jones, attore statunitense (n. 1937)
- 22 luglio - Luigi Lucioni, pittore italiano (n. 1900)
- 22 luglio - Andreina Sacco, altista, ginnasta e cestista italiana (n. 1904)
- 23 luglio - Camillo Arduino, ciclista su strada italiano (n. 1896)
- 23 luglio - Ingemar Bondeson, schermidore svedese (n. 1916)
- 23 luglio - Lya Franca, attrice italiana (n. 1912)
- 23 luglio - Dragan Godžić, cestista e allenatore di pallacanestro jugoslavo (n. 1927)
- 23 luglio - Heinz Rudolf Pagels, fisico statunitense (n. 1929)
- 24 luglio - Ilona Elek, schermitrice ungherese (n. 1907)
- 24 luglio - Michel Villey, filosofo e storico francese (n. 1914)
- 25 luglio - Judith Barsi, attrice statunitense (n. 1978)
- 25 luglio - Douglas Hickox, regista inglese (n. 1929)
- 25 luglio - Walter Kitchen, hockeista su ghiaccio canadese (n. 1912)
- 25 luglio - Anton Krásnohorský, calciatore cecoslovacco (n. 1925)
- 25 luglio - Josep Raich, calciatore spagnolo (n. 1913)
- 25 luglio - Giuliana Stramigioli, imprenditrice e iamatologa italiana (n. 1914)
- 26 luglio - Remo Branca, incisore italiano (n. 1897)
- 26 luglio - Enzo Di Paola, pianista, compositore e paroliere italiano (n. 1910)
- 26 luglio - Ferdinando Palermo, illustratore, fumettista e compositore italiano (n. 1915)
- 26 luglio - Grigorij Pinaičev, calciatore e allenatore di calcio sovietico (n. 1913)
- 26 luglio - Tetsuji Takechi, regista giapponese (n. 1912)
- 26 luglio - Stauros Tornes, attore, regista e sceneggiatore greco (n. 1932)
- 27 luglio - Frank Zamboni, imprenditore statunitense (n. 1901)
- 27 luglio - Brigitte Horney, attrice tedesca (n. 1911)
- 27 luglio - Antonio Tantay, cestista filippino (n. 1920)
- 28 luglio - Ugo Bassano, giurista e politico italiano (n. 1908)
- 28 luglio - Ferdinando Castagnoli, archeologo italiano (n. 1917)
- 28 luglio - Caleb Gattegno, matematico e pedagogista egiziano (n. 1911)
- 28 luglio - Pjetër Meshkalla, presbitero e educatore albanese (n. 1901)
- 28 luglio - Bruno Oddera, traduttore italiano (n. 1917)
- 29 luglio - Emil Köpplinger, calciatore tedesco (n. 1897)
- 29 luglio - Umberto Menegalli, schermidore svizzero (n. 1925)
- 29 luglio - Bonifacio Smerzi, calciatore italiano (n. 1909)
- 29 luglio - Georges Vuilleumier, calciatore svizzero (n. 1944)
- 30 luglio - Checco Costa, dirigente sportivo italiano (n. 1911)
- 30 luglio - Curtis Shears, schermidore statunitense (n. 1901)
- 30 luglio - Michele Maria Tumminelli, educatore e politico italiano (n. 1894)
- 30 luglio - Bob Woytowich, hockeista su ghiaccio canadese (n. 1941)
- 31 luglio - Claudio Napoleoni, economista e politico italiano (n. 1924)
- 31 luglio - André Navarra, violoncellista francese (n. 1911)
- 31 luglio - Trinidad Silva, attore statunitense (n. 1950)

## Agosto(127)
- 1º agosto - Zoltán Bitskey, nuotatore ungherese (n. 1904)
- 1º agosto - John Francis Dearden, cardinale e arcivescovo cattolico statunitense (n. 1907)
- 1º agosto - Florence Eldridge, attrice statunitense (n. 1901)
- 1º agosto - Louis-Jean-Frédéric Guyot, cardinale e arcivescovo cattolico francese (n. 1905)
- 1º agosto - Rino Loddo, cantante italiano (n. 1927)
- 1º agosto - Steve Mills, calciatore inglese (n. 1953)
- 1º agosto - Leopold Müller, geologo austriaco (n. 1908)
- 1º agosto - Hélène Vallier, attrice francese (n. 1932)
- 1º agosto - Georges Wambst, ciclista su strada e pistard francese (n. 1902)
- 2 agosto - Steve Anderson, ostacolista statunitense (n. 1906)
- 2 agosto - Raymond Carver, scrittore, poeta e saggista statunitense (n. 1938)
- 2 agosto - Dino Gambetti, pittore italiano (n. 1907)
- 2 agosto - José Magriñá, calciatore cubano (n. 1912)
- 3 agosto - Chet Carlisle, cestista statunitense (n. 1916)
- 3 agosto - Vic Watson, calciatore inglese (n. 1897)
- 3 agosto - Harlan Wilson, cestista statunitense (n. 1914)
- 3 agosto - Renzo Zacchetti, scultore italiano (n. 1901)
- 4 agosto - Allan Adair, generale inglese (n. 1897)
- 4 agosto - Marisa Bellisario, dirigente d'azienda italiana (n. 1935)
- 4 agosto - Angelo Mangini, chimico italiano (n. 1905)
- 4 agosto - Doko Toshio, manager giapponese (n. 1896)
- 5 agosto - Colin Higgins, regista, sceneggiatore e attore australiano (n. 1941)
- 5 agosto - Pasquale Aniel Jannini, francesista e traduttore italiano (n. 1921)
- 5 agosto - Ralph Meeker, attore statunitense (n. 1920)
- 6 agosto - Anatolij Semenovič Levčenko, cosmonauta sovietico (n. 1941)
- 6 agosto - Francis Ponge, poeta francese (n. 1899)
- 7 agosto - Juraj Amšel, pallanuotista jugoslavo (n. 1924)
- 7 agosto - Tullio De Rubeis, politico italiano (n. 1908)
- 7 agosto - Wilfred Jackson, regista, animatore e compositore statunitense (n. 1906)
- 7 agosto - Gajo Raffanelli, calciatore croato (n. 1913)
- 8 agosto - Alan Ameche, giocatore di football americano statunitense (n. 1933)
- 8 agosto - Alan Napier, attore inglese (n. 1903)
- 8 agosto - Kid Chocolate, pugile cubano (n. 1910)
- 8 agosto - Giacinto Scelsi, compositore italiano (n. 1905)
- 9 agosto - Gerd Grieg, attrice norvegese (n. 1895)
- 9 agosto - Renato Pasquinucci, allenatore di calcio e calciatore italiano (n. 1909)
- 9 agosto - Giuseppe D'Agostinis, generale e aviatore italiano (n. 1910)
- 10 agosto - Arnulfo Arias, politico panamense (n. 1901)
- 10 agosto - Madre Luisa Arlotti, religiosa, insegnante e partigiana italiana (n. 1904)
- 10 agosto - Enzo Beneo, ingegnere e geologo italiano (n. 1903)
- 10 agosto - Paul Lodewijkx, pilota motociclistico olandese (n. 1947)
- 10 agosto - Guido Mannari, attore italiano (n. 1944)
- 10 agosto - Aleksander Margiste, cestista estone (n. 1908)
- 10 agosto - Havzi Nela, poeta albanese (n. 1934)
- 11 agosto - Alfred Kelbassa, calciatore tedesco occidentale (n. 1925)
- 11 agosto - Pauline Lafont, attrice francese (n. 1963)
- 11 agosto - Jean-Pierre Ponnelle, scenografo, costumista e regista teatrale francese (n. 1932)
- 11 agosto - Anne Ramsey, attrice statunitense (n. 1929)
- 12 agosto - Jean-Michel Basquiat, writer e pittore statunitense (n. 1960)
- 13 agosto - Tenor Saw, cantautore giamaicano (n. 1966)
- 13 agosto - Martin Hellinger, militare e dentista tedesco (n. 1904)
- 13 agosto - Jakov Kucenko, sollevatore sovietico (n. 1915)
- 13 agosto - Otto Passman, politico statunitense (n. 1900)
- 13 agosto - William Henry Phelps Jr., ornitologo venezuelano (n. 1902)
- 14 agosto - Fred Below, batterista statunitense (n. 1926)
- 14 agosto - Roy Buchanan, chitarrista statunitense (n. 1939)
- 14 agosto - Mario Bussagli, orientalista italiano (n. 1917)
- 14 agosto - Robert Calvert, cantante e poeta sudafricano (n. 1945)
- 14 agosto - Giorgio Raimondo Cardona, glottologo, linguista e traduttore italiano (n. 1943)
- 14 agosto - Enzo Ferrari, imprenditore, dirigente sportivo e pilota automobilistico italiano (n. 1898)
- 14 agosto - Albano Negro, ciclista su strada italiano (n. 1942)
- 15 agosto - Aladár Heppes, militare e aviatore ungherese (n. 1904)
- 15 agosto - Giuliano Pajetta, politico, antifascista e partigiano italiano (n. 1915)
- 16 agosto - Milton Adolphus, pianista e compositore statunitense (n. 1913)
- 16 agosto - Otto Bökle, calciatore tedesco (n. 1912)
- 16 agosto - Alberto Chiarini, pittore italiano (n. 1939)
- 16 agosto - Felix Maria Davídek, vescovo cattolico cecoslovacco (n. 1921)
- 16 agosto - Herbert Pagani, cantautore, artista e conduttore radiofonico italiano (n. 1944)
- 16 agosto - Heinrich Schmidt, calciatore tedesco (n. 1912)
- 17 agosto - Jack Cutting, animatore e regista statunitense (n. 1908)
- 17 agosto - Nino Frank, scrittore, conduttore radiofonico e critico cinematografico italiano (n. 1904)
- 17 agosto - Bruno Mathsson, designer e architetto svedese (n. 1907)
- 17 agosto - Victoria Shaw, attrice australiana (n. 1935)
- 17 agosto - Jack Straus, giocatore di poker statunitense (n. 1930)
- 17 agosto - Muhammad Zia-ul-Haq, generale pakistano (n. 1924)
- 18 agosto - Guido Baroni, giornalista e politico italiano (n. 1904)
- 19 agosto - Don Haggerty, attore statunitense (n. 1914)
- 19 agosto - Mario Rossi, vescovo cattolico italiano (n. 1914)
- 19 agosto - Antonino Tripodi, politico e giornalista italiano (n. 1911)
- 20 agosto - Jean-Paul Aron, scrittore e giornalista francese (n. 1925)
- 20 agosto - Ferdinand Karmelk, chitarrista olandese (n. 1950)
- 20 agosto - Joan Gale Robinson, scrittrice e illustratrice britannica (n. 1910)
- 20 agosto - John Stacy, attore australiano (n. 1914)
- 20 agosto - Lilla Szolcsányi, cestista ungherese (n. 1927)
- 21 agosto - Ray Eames, artista, designer e regista statunitense (n. 1912)
- 21 agosto - Lilia d'Albore, violinista italiana (n. 1911)
- 22 agosto - Bruno Bianchi, velista italiano (n. 1904)
- 22 agosto - Ludwig Gschossmann, pittore tedesco (n. 1913)
- 22 agosto - Jens Peter Larsen, musicologo e organista danese (n. 1902)
- 22 agosto - Astro Mari, clarinettista, paroliere e compositore italiano (n. 1911)
- 23 agosto - Giovanni Botta, politico italiano (n. 1906)
- 23 agosto - Menotti Del Picchia, poeta, scrittore e pittore brasiliano (n. 1892)
- 23 agosto - Josef Klehr, militare tedesco (n. 1904)
- 23 agosto - Harijs Lazdiņš, calciatore lettone (n. 1910)
- 23 agosto - Hans Lewy, matematico tedesco (n. 1904)
- 23 agosto - Alf Martinsen, calciatore norvegese (n. 1911)
- 23 agosto - Fabio Pennacchi, generale e medico italiano (n. 1903)
- 23 agosto - Willy Reitgassl, calciatore tedesco (n. 1936)
- 23 agosto - Jacob Saltiel, allenatore di pallacanestro israeliano (n. 1922)
- 23 agosto - Jack Sher, regista, sceneggiatore e produttore cinematografico statunitense (n. 1913)
- 23 agosto - Libero Tosi, fotografo e pittore italiano (n. 1902)
- 24 agosto - Leonard Frey, attore statunitense (n. 1938)
- 25 agosto - Françoise Dolto, pediatra e psicoanalista francese (n. 1908)
- 25 agosto - Giuseppe Mazzullo, artista e scultore italiano (n. 1913)
- 25 agosto - Joachim Pirsch, canottiere tedesco (n. 1914)
- 25 agosto - Art Rooney, dirigente sportivo statunitense (n. 1901)
- 26 agosto - Hans Esser, schermidore tedesco (n. 1909)
- 26 agosto - Enrico Fulchignoni, commediografo, regista e sceneggiatore italiano (n. 1913)
- 27 agosto - Max Black, filosofo britannico (n. 1909)
- 27 agosto - Roger Cnockaert, ciclista su strada belga (n. 1917)
- 27 agosto - Giuseppe Di Salvo, attivista e comandante marittimo italiano (n. 1902)
- 27 agosto - Charles Farrell, attore irlandese (n. 1900)
- 28 agosto - Paul Grice, filosofo inglese (n. 1913)
- 28 agosto - Guy Hocquenghem, sociologo e scrittore francese (n. 1946)
- 28 agosto - Herbert Lundh, insegnante, storico e politico svedese (n. 1901)
- 28 agosto - Mario Naldini, ufficiale italiano (n. 1947)
- 28 agosto - Ivo Nutarelli, ufficiale e aviatore italiano (n. 1950)
- 28 agosto - Franca Raimondi, cantante italiana (n. 1932)
- 28 agosto - Giuseppe Zaffonato, arcivescovo cattolico italiano (n. 1899)
- 28 agosto - Giuseppe Zugaro De Matteis, politico italiano (n. 1902)
- 29 agosto - Salvatore Fitto, politico italiano (n. 1941)
- 29 agosto - Wilfred Johnson, mafioso statunitense (n. 1935)
- 29 agosto - Algirdas Jonas Klimaitis, militare lituano (n. 1910)
- 30 agosto - Jack Marshall, politico e avvocato neozelandese (n. 1912)
- 30 agosto - Elio Libero Quintili, architetto e pittore italiano (n. 1906)
- 31 agosto - Lin Jaldati, partigiana e cantante olandese (n. 1912)
- 31 agosto - Leonidas Proaño, vescovo cattolico e teologo ecuadoriano (n. 1910)

## Settembre(103)
- 1º settembre - Luis Álvarez, fisico statunitense (n. 1911)
- 1º settembre - Glauco Gottardi, geologo italiano (n. 1928)
- 1º settembre - Hugh Hunt, scenografo statunitense (n. 1902)
- 1º settembre - Esmeralda Ruspoli, attrice e pittrice italiana (n. 1928)
- 1º settembre - Leonor Sullivan, politica statunitense (n. 1902)
- 2 settembre - Gabriele Patriarca, pittore italiano (n. 1916)
- 3 settembre - Ferenc Sas, calciatore ungherese (n. 1915)
- 3 settembre - Bibi Torriani, hockeista su ghiaccio, slittinista e allenatore di hockey su ghiaccio svizzero (n. 1911)
- 4 settembre - Dick Clark, cestista statunitense (n. 1944)
- 4 settembre - Leonard Huxley, fisico australiano (n. 1902)
- 5 settembre - Lawrence Brown, trombonista statunitense (n. 1907)
- 5 settembre - Luciano Budigna, poeta, critico d'arte e traduttore italiano (n. 1924)
- 5 settembre - Gert Fröbe, attore e cabarettista tedesco (n. 1913)
- 5 settembre - Giuseppe Garlato, politico italiano (n. 1896)
- 5 settembre - Vasco Lenzi, calciatore e allenatore di calcio italiano (n. 1909)
- 5 settembre - Giacomo Mosso, ingegnere aeronautico italiano (n. 1903)
- 6 settembre - Axel von Ambesser, attore e regista tedesco (n. 1910)
- 6 settembre - Harold Rosson, direttore della fotografia statunitense (n. 1895)
- 6 settembre - Vojtěch Věchet, calciatore cecoslovacco (n. 1912)
- 7 settembre - Pietro Conti, politico italiano (n. 1928)
- 7 settembre - Raymond Dubly, calciatore francese (n. 1893)
- 7 settembre - Vivi Janiss, attrice statunitense (n. 1911)
- 7 settembre - Thelma Payne, tuffatrice e nuotatrice statunitense (n. 1896)
- 8 settembre - Tommaso Gnone, pittore e incisore italiano (n. 1906)
- 8 settembre - Mandrake, cantante e percussionista brasiliano (n. 1934)
- 9 settembre - Maisie Carr, ecologo e botanica australiana (n. 1912)
- 9 settembre - Felice Filippini, scrittore, pittore e traduttore svizzero (n. 1917)
- 10 settembre - Antônio de Aragão Campelo, vescovo cattolico brasiliano (n. 1904)
- 10 settembre - Ghulam Qadir Khan, principe e politico pakistano (n. 1920)
- 10 settembre - Virginia Satir, psicoterapeuta statunitense (n. 1916)
- 10 settembre - Joaquim Pedro de Andrade, regista e sceneggiatore brasiliano (n. 1932)
- 11 settembre - Vincas Bartuška, calciatore lituano (n. 1901)
- 11 settembre - Wilhelm Batz, aviatore tedesco (n. 1916)
- 11 settembre - Roger Hargreaves, scrittore e illustratore britannico (n. 1935)
- 11 settembre - Giuseppe Lanza, scrittore, drammaturgo e critico teatrale italiano (n. 1900)
- 12 settembre - Emanuele Casamassima, bibliotecario e paleografo italiano (n. 1916)
- 12 settembre - Stephen B. Grimes, scenografo statunitense (n. 1927)
- 12 settembre - Bill Mitchell, designer statunitense (n. 1912)
- 12 settembre - Lauris Norstad, generale statunitense (n. 1907)
- 13 settembre - Gerd Hornberger, velocista tedesco (n. 1910)
- 13 settembre - Christian Kampmann, scrittore e giornalista danese (n. 1939)
- 14 settembre - Alberto Giacomelli, magistrato italiano (n. 1919)
- 15 settembre - Roberto Copernico, allenatore di calcio e dirigente sportivo italiano (n. 1904)
- 15 settembre - Vasilij Pavlovič Mžavanadze, politico sovietico (n. 1902)
- 15 settembre - Jean Sacha, montatore, regista e sceneggiatore francese (n. 1912)
- 16 settembre - Ciccio Errigo, poeta italiano (n. 1904)
- 16 settembre - Richard Paul Lohse, pittore svizzero (n. 1902)
- 16 settembre - Gabriel Stanislaw Morvay, artista, pittore e scrittore polacco (n. 1934)
- 16 settembre - Dick Pym, calciatore inglese (n. 1893)
- 17 settembre - Giorgio Bernardi, arbitro di calcio italiano (n. 1912)
- 17 settembre - Hilde Güden, soprano austriaco (n. 1917)
- 17 settembre - Emment Kapengwe, calciatore zambiano (n. 1943)
- 18 settembre - David Dodd, economista e imprenditore statunitense (n. 1895)
- 18 settembre - Ernestine Jones, attrice statunitense (n. 1912)
- 18 settembre - Mohammad-Hossein Shahriar, poeta iraniano (n. 1906)
- 19 settembre - Călin Alupi, pittore rumeno (n. 1906)
- 19 settembre - Enrico Cerulli, diplomatico e linguista italiano (n. 1898)
- 20 settembre - Tim Davis, percussionista e cantautore statunitense (n. 1943)
- 20 settembre - Agostino Gamba, arbitro di calcio, dirigente sportivo e calciatore italiano (n. 1904)
- 20 settembre - Roy Kinnear, attore britannico (n. 1934)
- 20 settembre - Tibor Sekelj, scrittore, esploratore e esperantista jugoslavo (n. 1912)
- 21 settembre - André Hurtevent, allenatore di calcio e calciatore francese (n. 1906)
- 21 settembre - Henry Koster, regista e sceneggiatore tedesco (n. 1905)
- 21 settembre - Aurel Milloss, danzatore e coreografo ungherese (n. 1906)
- 21 settembre - Gino Paro, vescovo cattolico italiano (n. 1910)
- 22 settembre - Maximilien de Fürstenberg, cardinale e arcivescovo cattolico belga (n. 1904)
- 22 settembre - Josif Kricheli, compositore di scacchi georgiano (n. 1931)
- 23 settembre - Roberto Cimetta, attore e regista italiano (n. 1949)
- 24 settembre - Klaus Alakoski, militare e aviatore finlandese (n. 1921)
- 24 settembre - Wilhelm Gerard Burgers, chimico e fisico olandese (n. 1897)
- 24 settembre - Joseph Pouliquen, militare e aviatore francese (n. 1897)
- 24 settembre - Pietro Verri, generale italiano (n. 1908)
- 25 settembre - Antonino Saetta, magistrato italiano (n. 1922)
- 26 settembre - Bruce Haack, compositore e produttore discografico canadese (n. 1931)
- 26 settembre - Giovanni Orsomando, compositore e direttore di banda italiano (n. 1895)
- 26 settembre - Mauro Rostagno, sociologo, giornalista e attivista italiano (n. 1942)
- 26 settembre - Paolo Spriano, partigiano, storico e saggista italiano (n. 1925)
- 26 settembre - Branko Zebec, calciatore e allenatore di calcio jugoslavo (n. 1929)
- 27 settembre - Nicola Angelucci, avvocato e politico italiano (n. 1895)
- 27 settembre - Teofilo Camomot Bastida, arcivescovo cattolico filippino (n. 1914)
- 27 settembre - Giorgio Candeloro, storico italiano (n. 1909)
- 27 settembre - Stefano Dal Lago, hockeista su pista italiano (n. 1964)
- 27 settembre - Willis Edwards, calciatore e allenatore di calcio inglese (n. 1903)
- 27 settembre - Natale Mosconi, arcivescovo cattolico italiano (n. 1904)
- 27 settembre - David Nelson, allenatore di calcio e calciatore scozzese (n. 1918)
- 27 settembre - Paolo Sica, architetto e urbanista italiano (n. 1935)
- 28 settembre - Giovanni Bontate, mafioso italiano (n. 1946)
- 28 settembre - Marcello Conversi, fisico e informatico italiano (n. 1917)
- 28 settembre - Aleksandr Goldstein, compositore di scacchi polacco (n. 1911)
- 28 settembre - Ethel Grandin, attrice statunitense (n. 1894)
- 28 settembre - Antonio Orlando, attore italiano (n. 1960)
- 29 settembre - Charles Addams, fumettista statunitense (n. 1912)
- 29 settembre - Alberto Gattoni, politico italiano (n. 1911)
- 29 settembre - Raúl Landini, pugile argentino (n. 1909)
- 29 settembre - Franco Momigliano, antifascista, partigiano e economista italiano (n. 1916)
- 29 settembre - Saverio Turiello, pugile italiano (n. 1910)
- 30 settembre - Fernando Bassoli, politico italiano (n. 1907)
- 30 settembre - Vicente Beltrán Anglada, scrittore e teosofo spagnolo (n. 1915)
- 30 settembre - Chick Chandler, attore statunitense (n. 1905)
- 30 settembre - Al Holbert, pilota automobilistico statunitense (n. 1946)
- 30 settembre - David E. Satterfield III, politico statunitense (n. 1920)
- 30 settembre - Joe Sullivan, hockeista su ghiaccio canadese (n. 1901)
- 30 settembre - Trường Chinh, politico vietnamita (n. 1907)

## Ottobre(105)
- 1º ottobre - Lucien Ballard, direttore della fotografia statunitense (n. 1908)
- 1º ottobre - Sacheverell Sitwell, poeta, saggista e critico d'arte britannico (n. 1897)
- 2 ottobre - Hamengkubuwono IX, politico e sovrano indonesiano (n. 1912)
- 2 ottobre - Alec Issigonis, ingegnere britannico (n. 1906)
- 3 ottobre - Clarence Carnes, criminale statunitense (n. 1927)
- 3 ottobre - Marco Galli, pallanuotista italiano (n. 1957)
- 3 ottobre - Fred Roberts, calciatore nordirlandese (n. 1905)
- 3 ottobre - Franz Josef Strauß, politico tedesco (n. 1915)
- 4 ottobre - Carlo Carretto, religioso italiano (n. 1910)
- 4 ottobre - Geoffrey Household, scrittore inglese (n. 1900)
- 4 ottobre - Abdul Magid Kubar, politico libico (n. 1909)
- 4 ottobre - Luigi Zannier, calciatore italiano (n. 1932)
- 5 ottobre - Dermie O'Connell, cestista statunitense (n. 1928)
- 5 ottobre - Edoardo Perna, avvocato, partigiano e politico italiano (n. 1918)
- 5 ottobre - Ron Staniforth, calciatore inglese (n. 1924)
- 6 ottobre - Salvatore Pennisi, militare italiano (n. 1913)
- 7 ottobre - Sándor Bíró, calciatore ungherese (n. 1911)
- 7 ottobre - Heinrich Maria Janssen, vescovo cattolico tedesco (n. 1907)
- 7 ottobre - Stefano Rivetti di Val Cervo, imprenditore italiano (n. 1914)
- 8 ottobre - Ernst Thole, comico, attore e cabarettista olandese (n. 1953)
- 8 ottobre - Pál Titkos, calciatore e allenatore di calcio ungherese (n. 1908)
- 9 ottobre - Pina Borione, attrice italiana (n. 1902)
- 9 ottobre - Luigi Heilmann, glottologo italiano (n. 1911)
- 9 ottobre - Jackie Milburn, calciatore e allenatore di calcio inglese (n. 1924)
- 9 ottobre - Michail Minskij, cantante russo (n. 1948)
- 9 ottobre - Felix Wankel, inventore tedesco (n. 1902)
- 10 ottobre - Henry Kane, scrittore e sceneggiatore statunitense
- 10 ottobre - Kurt Marshall, modello e attore statunitense (n. 1965)
- 10 ottobre - Joan Pujol García, agente segreto spagnolo (n. 1912)
- 10 ottobre - Montgomery Tully, regista e sceneggiatore irlandese (n. 1904)
- 10 ottobre - Arturo Vermi, artista italiano (n. 1928)
- 11 ottobre - Renato Candida, carabiniere italiano (n. 1916)
- 11 ottobre - Buck Clarke, percussionista statunitense (n. 1933)
- 11 ottobre - Morgan Farley, attore statunitense (n. 1898)
- 11 ottobre - Bonita Granville, attrice statunitense (n. 1923)
- 11 ottobre - Max Imdahl, storico dell'arte tedesco (n. 1925)
- 11 ottobre - Guido Monzino, alpinista e esploratore italiano (n. 1928)
- 11 ottobre - Red Owens, cestista e allenatore di pallacanestro statunitense (n. 1925)
- 11 ottobre - Hugh Percy, X duca di Northumberland, nobile e ufficiale inglese (n. 1914)
- 11 ottobre - Giuseppe Tonucci, ciclista su strada italiano (n. 1938)
- 12 ottobre - Francesco Saverio D'Angelo, politico e letterato italiano (n. 1901)
- 12 ottobre - Babeta Drážková, nuotatrice cecoslovacca (n. 1905)
- 12 ottobre - Adelaide Hautval, medico e psichiatra francese (n. 1906)
- 13 ottobre - Alfredo Adami, comico italiano (n. 1915)
- 13 ottobre - Norman Barry, giocatore di football americano e allenatore di football americano statunitense (n. 1897)
- 13 ottobre - Melvin Frank, regista, sceneggiatore e produttore cinematografico statunitense (n. 1913)
- 13 ottobre - Amerigo Gentilini, tenore italiano (n. 1910)
- 14 ottobre - Serafín Aedo, calciatore spagnolo (n. 1908)
- 14 ottobre - Ricardo Alarcón, calciatore argentino (n. 1914)
- 14 ottobre - Roberto Alarcón, calciatore argentino (n. 1924)
- 14 ottobre - Carlo Augusto di Sassonia-Weimar-Eisenach, principe tedesco (n. 1912)
- 14 ottobre - René Vietto, ciclista su strada francese (n. 1914)
- 15 ottobre - John Ball, scrittore e giornalista statunitense (n. 1911)
- 15 ottobre - Vladimír Bína, calciatore cecoslovacco (n. 1909)
- 15 ottobre - Piero Fornasetti, artista, designer e imprenditore italiano (n. 1913)
- 15 ottobre - Kaikhosru Shapurji Sorabji, compositore e pianista britannico (n. 1892)
- 16 ottobre - Farida d'Egitto, egiziana (n. 1921)
- 16 ottobre - Abdulrahman Fawzi, allenatore di calcio e calciatore egiziano (n. 1909)
- 16 ottobre - Christian Matras, linguista e poeta faroese (n. 1900)
- 16 ottobre - Giovanni Salghetti Drioli, architetto e urbanista italiano (n. 1911)
- 16 ottobre - Muzafer Sherif, psicologo turco (n. 1906)
- 17 ottobre - György Horváth, sollevatore ungherese (n. 1943)
- 17 ottobre - Antonio Meocci, giornalista, scrittore e partigiano italiano (n. 1912)
- 18 ottobre - Frederick Ashton, coreografo, ballerino e direttore artistico britannico (n. 1904)
- 18 ottobre - Louis Coroller, ingegnere aeronautico francese (n. 1893)
- 18 ottobre - Paulius Galaunė, storico dell'arte lituano (n. 1890)
- 18 ottobre - Franz Josef Kurmann, politico, avvocato e notaio svizzero (n. 1917)
- 19 ottobre - Lawrence W. Butler, effettista statunitense (n. 1908)
- 19 ottobre - Þórður Guðmundsson, pallanuotista islandese (n. 1908)
- 19 ottobre - Son House, cantante e chitarrista statunitense (n. 1902)
- 19 ottobre - Edgar Lederer, biochimico austriaco (n. 1908)
- 19 ottobre - Marcos Carneiro de Mendonça, calciatore brasiliano (n. 1894)
- 19 ottobre - Sten Suvio, pugile finlandese (n. 1911)
- 20 ottobre - Ulrich Beyer, pugile tedesco (n. 1947)
- 20 ottobre - Nino Nutrizio, giornalista italiano (n. 1911)
- 20 ottobre - Giorgio Tranzocchi, dirigente d'azienda italiano (n. 1922)
- 22 ottobre - Henry Armstrong, pugile statunitense (n. 1912)
- 22 ottobre - Plácido Galindo, calciatore peruviano (n. 1906)
- 22 ottobre - Clare Stevenson, militare australiana (n. 1903)
- 23 ottobre - André Neher, teologo e filosofo israeliano (n. 1914)
- 24 ottobre - Alfio Marchini, partigiano, imprenditore e dirigente sportivo italiano (n. 1912)
- 24 ottobre - Harold Miller, calciatore inglese (n. 1902)
- 24 ottobre - Osvaldo Toriani, calciatore argentino (n. 1937)
- 25 ottobre - Eric Larson, animatore statunitense (n. 1905)
- 25 ottobre - Jesús Olmos, cestista messicano (n. 1910)
- 25 ottobre - Flávio Rangel, regista teatrale, direttore teatrale e direttore artistico brasiliano (n. 1934)
- 26 ottobre - August Ibach, calciatore svizzero (n. 1918)
- 27 ottobre - Nico Engelschman, attore, attivista e partigiano olandese (n. 1913)
- 27 ottobre - Giuseppina Modena, partigiana italiana (n. 1903)
- 27 ottobre - Winnie van Weerdenburg, nuotatrice olandese (n. 1946)
- 27 ottobre - Erika von Thellmann, attrice austriaca (n. 1902)
- 28 ottobre - Pietro Annigoni, pittore italiano (n. 1910)
- 29 ottobre - Aleksandra Aleksandrovna Ablakatova, botanica e micologa russa (n. 1907)
- 29 ottobre - Thomas Benjamin Cooray, cardinale e arcivescovo cattolico singalese (n. 1901)
- 29 ottobre - Mary Kid, attrice tedesca (n. 1904)
- 29 ottobre - Ross Rocklynne, scrittore statunitense (n. 1913)
- 30 ottobre - Ernst Fritz Fürbringer, attore e doppiatore tedesco (n. 1900)
- 30 ottobre - T. Hee, sceneggiatore e disegnatore statunitense (n. 1911)
- 30 ottobre - Tasos Livaditis, poeta greco (n. 1922)
- 30 ottobre - Francisco Rodrigues, calciatore brasiliano (n. 1925)
- 31 ottobre - John Houseman, attore, produttore cinematografico e sceneggiatore britannico (n. 1902)
- 31 ottobre - Germano Lanino, calciatore italiano (n. 1911)
- 31 ottobre - Elio Pentassuglia, cestista e allenatore di pallacanestro italiano (n. 1932)
- 31 ottobre - Vasco Ronchi, fisico italiano (n. 1897)
- 31 ottobre - George Eugene Uhlenbeck, fisico olandese (n. 1900)

## Novembre(95)
- 1º novembre - George Folsey, direttore della fotografia statunitense (n. 1898)
- 1º novembre - Hans P. Kraus, antiquario austriaco (n. 1907)
- 2 novembre - Ralph Amsden, cestista statunitense (n. 1917)
- 2 novembre - Hökümə Qurbanova, attrice azera (n. 1913)
- 2 novembre - Guido Sacerdote, regista televisivo, autore televisivo e produttore televisivo italiano (n. 1920)
- 3 novembre - Ira Herbert Abbott, ingegnere aeronautico statunitense (n. 1906)
- 3 novembre - William Adam, zoologo olandese (n. 1909)
- 3 novembre - George Mitchell, pallanuotista statunitense (n. 1901)
- 4 novembre - Hermann Graf, aviatore e ufficiale tedesco (n. 1912)
- 4 novembre - Takeo Miki, politico giapponese (n. 1907)
- 5 novembre - C. F. Møller, architetto danese (n. 1898)
- 5 novembre - Luca Osteria, agente segreto italiano (n. 1905)
- 6 novembre - John Hubbard, attore statunitense (n. 1914)
- 6 novembre - Neri Pozza, partigiano, scrittore e editore italiano (n. 1912)
- 7 novembre - Hans Baumann, scrittore e traduttore tedesco (n. 1914)
- 8 novembre - Warren Casey, compositore, paroliere e librettista statunitense (n. 1935)
- 8 novembre - Amilcare Della Noce, calciatore italiano (n. 1905)
- 8 novembre - Pasquale Epifanio Iannini, poeta, scrittore e paroliere italiano (n. 1906)
- 8 novembre - Francesco Marzullo, calciatore italiano (n. 1905)
- 8 novembre - Oskar Rohr, calciatore e antifascista tedesco (n. 1912)
- 9 novembre - Battista Santhià, politico e dirigente d'azienda italiano (n. 1898)
- 9 novembre - Yves Baudrier, compositore francese (n. 1906)
- 9 novembre - Clarke Hinkle, giocatore di football americano statunitense (n. 1909)
- 9 novembre - John Newton Mitchell, politico statunitense (n. 1913)
- 9 novembre - Robert Naeye, ciclista su strada, pistard e dirigente sportivo belga (n. 1917)
- 9 novembre - Mario Nasalli Rocca di Corneliano, cardinale e arcivescovo cattolico italiano (n. 1903)
- 10 novembre - Gilberto Colombo, ingegnere, imprenditore e progettista italiano (n. 1921)
- 10 novembre - Benedetto Gola, calciatore, ingegnere e dirigente sportivo italiano (n. 1904)
- 10 novembre - Gordon Richards, fantino inglese (n. 1904)
- 11 novembre - Riccardo Orestano, giurista italiano (n. 1909)
- 11 novembre - Max Peroli, militare e aviatore italiano (n. 1910)
- 11 novembre - Max Tosi, poeta italiano (n. 1913)
- 12 novembre - Franco Angeli, pittore italiano (n. 1935)
- 12 novembre - Primo Conti, pittore, compositore e scrittore italiano (n. 1900)
- 12 novembre - István Klimek, calciatore rumeno (n. 1913)
- 12 novembre - Lyman Lemnitzer, generale statunitense (n. 1899)
- 12 novembre - Leonard von Matt, fotografo svizzero (n. 1909)
- 13 novembre - Antal Doráti, direttore d'orchestra e compositore ungherese (n. 1906)
- 14 novembre - Julia Caba Alba, attrice spagnola (n. 1902)
- 14 novembre - Giacomo Gaioni, pistard e ciclista su strada italiano (n. 1905)
- 14 novembre - Edward Lee, cestista cinese (n. 1923)
- 14 novembre - Mario Renosto, allenatore di calcio e calciatore italiano (n. 1929)
- 15 novembre - Giovanni Vittorio Amoretti, germanista italiano (n. 1892)
- 15 novembre - Geronimo I, arcivescovo ortodosso e monaco cristiano greco (n. 1905)
- 15 novembre - Mirko Kokotović, calciatore e allenatore di calcio jugoslavo (n. 1913)
- 15 novembre - Vincenzo Radicioni, vescovo cattolico italiano (n. 1906)
- 15 novembre - Mona Washbourne, attrice britannica (n. 1903)
- 16 novembre - Nicola Cilento, storico e medievista italiano (n. 1914)
- 16 novembre - Mario La Cava, scrittore italiano (n. 1908)
- 16 novembre - Orsolya Petró, cestista ungherese (n. 1940)
- 16 novembre - Antonio Torrisi, politico italiano (n. 1927)
- 17 novembre - Francesco Tortora, vescovo cattolico italiano (n. 1915)
- 19 novembre - Christina Onassis, dirigente d'azienda greca (n. 1950)
- 20 novembre - Tyler Kent, diplomatico statunitense (n. 1911)
- 20 novembre - Adriano Magli, regista e critico teatrale italiano (n. 1920)
- 20 novembre - Jenő Vincze, calciatore e allenatore di calcio ungherese (n. 1908)
- 21 novembre - Giorgio Bozzato, allenatore di calcio e calciatore italiano (n. 1930)
- 21 novembre - Virgilio Carbonari, baritono e pittore italiano (n. 1925)
- 21 novembre - Mauro Fondi, pittore italiano (n. 1913)
- 21 novembre - Carl Hubbell, giocatore di baseball statunitense (n. 1903)
- 21 novembre - Pál Kalmár, cantante ungherese (n. 1900)
- 22 novembre - Luis Barragán, architetto e ingegnere messicano (n. 1902)
- 22 novembre - Raymond Dart, antropologo, paleontologo e anatomista australiano (n. 1893)
- 22 novembre - Janet Ertel, cantante statunitense (n. 1913)
- 22 novembre - Erich Fried, poeta austriaco (n. 1921)
- 22 novembre - John R. Ragazzini, ingegnere statunitense (n. 1912)
- 22 novembre - Nedret Uyguç, cestista turco (n. 1940)
- 23 novembre - Kenzō Masaoka, animatore giapponese (n. 1898)
- 23 novembre - Joe Schleimer, lottatore canadese (n. 1909)
- 23 novembre - Adriano Spatola, poeta, editore e critico letterario italiano (n. 1941)
- 23 novembre - Otello Torri, calciatore italiano (n. 1917)
- 24 novembre - Benigno Ferrera, fondista italiano (n. 1893)
- 24 novembre - Bernard Leene, pistard olandese (n. 1903)
- 24 novembre - Andreas Ostler, bobbista tedesco (n. 1921)
- 24 novembre - Irmgard Seefried, soprano tedesco (n. 1919)
- 25 novembre - Alphaeus Philemon Cole, pittore, incisore e supercentenario statunitense (n. 1876)
- 25 novembre - Gilberto R. Limón, politico e generale messicano (n. 1895)
- 25 novembre - Helmut Looß, militare tedesco (n. 1910)
- 25 novembre - Muhammad bin Abd al-Aziz Al Sa'ud, principe e politico saudita (n. 1910)
- 26 novembre - Albert Barthélémy, ciclista su strada francese (n. 1906)
- 26 novembre - Michele Leone, wrestler italiano (n. 1909)
- 26 novembre - Peder Rasch, canoista danese (n. 1934)
- 27 novembre - Angela Aames, attrice statunitense (n. 1956)
- 27 novembre - John Carradine, attore statunitense (n. 1906)
- 27 novembre - Johannes Hendrikus Donner, scacchista e scrittore olandese (n. 1927)
- 28 novembre - Gus Bailey, cestista statunitense (n. 1951)
- 28 novembre - Angelo Fois, pittore italiano (n. 1910)
- 28 novembre - Håkon Walde, calciatore norvegese (n. 1907)
- 29 novembre - Nils Bejerot, psichiatra e criminologo svedese (n. 1921)
- 29 novembre - Donald Keyhoe, ufologo e aviatore statunitense (n. 1897)
- 29 novembre - Mabel Strickland, editrice e politica maltese (n. 1899)
- 30 novembre - Aleksandar Deroko, architetto, artista e scrittore serbo (n. 1894)
- 30 novembre - Ricky Lawless, wrestler statunitense (n. 1959)
- 30 novembre - Margaret Mee, illustratrice, esploratrice e attivista britannica (n. 1909)
- 30 novembre - Pannonica de Koenigswarter, mecenate britannica (n. 1913)

## Dicembre(114)
- 1º dicembre - Joseph Fall, militare e aviatore canadese (n. 1895)
- 1º dicembre - Martin Hinds, storico britannico (n. 1941)
- 1º dicembre - Włodzimierz Mazur, calciatore polacco (n. 1954)
- 1º dicembre - Aldo Viglione, avvocato, politico e partigiano italiano (n. 1923)
- 2 dicembre - Karl Heinz Bürger, generale tedesco (n. 1904)
- 2 dicembre - Tata Giacobetti, cantante, contrabbassista e paroliere italiano (n. 1922)
- 3 dicembre - Károly Lakat, calciatore e allenatore di calcio ungherese (n. 1920)
- 3 dicembre - Thawan Thamrongnawasawat, politico e militare thailandese (n. 1901)
- 4 dicembre - David Trench, diplomatico inglese (n. 1915)
- 4 dicembre - Alberto Uria, pilota automobilistico uruguaiano (n. 1924)
- 4 dicembre - Natale Vecchi, lottatore italiano (n. 1917)
- 4 dicembre - Joseph Zimmermann, vescovo cattolico e missionario svizzero (n. 1923)
- 5 dicembre - August Lenz, calciatore tedesco (n. 1910)
- 5 dicembre - Erik Lundin, scacchista svedese (n. 1904)
- 5 dicembre - Gaetano Rapisardi, architetto italiano (n. 1893)
- 5 dicembre - Antonio Rostagni, fisico italiano (n. 1903)
- 5 dicembre - Carlo Rovini, scrittore, poeta e pubblicista italiano (n. 1932)
- 6 dicembre - Timothy Patrick Murphy, attore statunitense (n. 1959)
- 6 dicembre - Roy Orbison, cantautore e chitarrista statunitense (n. 1936)
- 7 dicembre - Irene Anders, attrice statunitense (n. 1929)
- 7 dicembre - Christopher Connelly, attore statunitense (n. 1941)
- 7 dicembre - Gonjiro Inazuka, agronomo giapponese (n. 1896)
- 7 dicembre - Dorothy Jordan, attrice statunitense (n. 1906)
- 7 dicembre - Elio Migliorini, geografo e esperantista italiano (n. 1902)
- 8 dicembre - Vivante Montanari, calciatore italiano (n. 1916)
- 8 dicembre - Hellmuth Reymann, generale tedesco (n. 1892)
- 8 dicembre - Ulanhu, generale e politico cinese (n. 1907)
- 9 dicembre - Wally Borrevik, cestista e allenatore di pallacanestro statunitense (n. 1921)
- 9 dicembre - Rafael Luis Calvo, attore e doppiatore spagnolo (n. 1911)
- 9 dicembre - Maria de Matteis, costumista italiana (n. 1898)
- 10 dicembre - Richard S. Castellano, attore statunitense (n. 1933)
- 10 dicembre - Alfredo Monaco, medico e antifascista italiano (n. 1910)
- 10 dicembre - Roman Schramseis, calciatore e allenatore di calcio austriaco (n. 1906)
- 11 dicembre - Alberto Chiancone, pittore italiano (n. 1904)
- 11 dicembre - Kari Kairamo, dirigente d'azienda finlandese (n. 1932)
- 11 dicembre - Wilhelm Petersén, hockeista su ghiaccio svedese (n. 1906)
- 12 dicembre - Bill Bertani, calciatore statunitense (n. 1919)
- 12 dicembre - Dick Clair, attore e produttore televisivo statunitense (n. 1931)
- 12 dicembre - Erica Lillegg, scrittrice austriaca (n. 1907)
- 12 dicembre - Anthony Provenzano, mafioso statunitense (n. 1917)
- 12 dicembre - Rudolf Schündler, attore e regista tedesco (n. 1906)
- 12 dicembre - Stjepan Vrbančić, calciatore jugoslavo (n. 1900)
- 13 dicembre - María Teresa León, scrittrice spagnola (n. 1903)
- 13 dicembre - Robert Urquhart, generale britannico (n. 1901)
- 14 dicembre - Jacques Berenguer, criminale francese (n. 1936)
- 14 dicembre - Evald Schorm, regista, sceneggiatore e attore cecoslovacco (n. 1931)
- 14 dicembre - Jean Schramme, mercenario belga (n. 1929)
- 15 dicembre - Nikolaj Sokolov, calciatore sovietico (n. 1897)
- 16 dicembre - Sylvester, cantautore statunitense (n. 1947)
- 16 dicembre - Pietro Maestroni, calciatore italiano (n. 1911)
- 16 dicembre - Anton Sigurðsson, calciatore islandese (n. 1919)
- 17 dicembre - Evaristo Frisoni, calciatore e allenatore di calcio italiano (n. 1907)
- 17 dicembre - Jerry Hopper, regista statunitense (n. 1907)
- 17 dicembre - Luciano Robotti, allenatore di calcio e calciatore italiano (n. 1914)
- 18 dicembre - Ottó Boros, pallanuotista ungherese (n. 1929)
- 18 dicembre - Jules Deschepper, ciclista su strada belga (n. 1906)
- 20 dicembre - Roberto Jouvenal, avvocato italiano (n. 1921)
- 20 dicembre - Rafael Kofman, compositore di scacchi sovietico (n. 1908)
- 20 dicembre - Elizabeth Scott, matematica statunitense (n. 1917)
- 20 dicembre - György Marik, calciatore ungherese (n. 1923)
- 21 dicembre - Noreen Gammill, attrice e doppiatrice statunitense (n. 1898)
- 21 dicembre - Curt Richter, biologo statunitense (n. 1894)
- 21 dicembre - Bob Steele, attore statunitense (n. 1907)
- 21 dicembre - Nikolaas Tinbergen, biologo, etologo e ornitologo olandese (n. 1907)
- 21 dicembre - Venus Xtravaganza, attrice, showgirl e ballerina statunitense (n. 1965)
- 22 dicembre - Franziska Boas, ballerina statunitense (n. 1902)
- 22 dicembre - Chico Mendes, sindacalista, politico e ambientalista brasiliano (n. 1944)
- 22 dicembre - Maurice Montuclard, scrittore francese (n. 1904)
- 22 dicembre - Kari Rönnholm, cestista finlandese (n. 1945)
- 22 dicembre - Tucker Smith, attore, cantante e ballerino statunitense (n. 1936)
- 23 dicembre - Consuelo Berges, traduttrice e giornalista spagnola (n. 1899)
- 23 dicembre - Joseph Nuttin, psicologo belga (n. 1909)
- 23 dicembre - Carlo Scorza, politico, giornalista e generale italiano (n. 1897)
- 23 dicembre - Andy Spack, cestista canadese (n. 1927)
- 24 dicembre - Whitney Bourne, attrice statunitense (n. 1914)
- 24 dicembre - Mary Alice Gascoyne-Cecil, nobile inglese (n. 1895)
- 24 dicembre - Ami Shelef, cestista israeliano (n. 1936)
- 24 dicembre - Yamada Mumon, monaco buddista giapponese (n. 1900)
- 24 dicembre - Noel Willman, attore e regista teatrale britannico (n. 1918)
- 25 dicembre - Corrado Giovannini, calciatore italiano (n. 1917)
- 25 dicembre - Evgenij Kirillovič Golubev, compositore russo (n. 1910)
- 25 dicembre - Shōhei Ōoka, scrittore giapponese (n. 1909)
- 25 dicembre - Francis Gerard Thomas, vescovo cattolico britannico (n. 1930)
- 26 dicembre - Franco Ciampitti, scrittore e giornalista italiano (n. 1903)
- 26 dicembre - Julanne Johnston, attrice statunitense (n. 1900)
- 26 dicembre - John Loder, attore britannico (n. 1898)
- 26 dicembre - Massimo Mila, musicologo, critico musicale e traduttore italiano (n. 1910)
- 26 dicembre - Aldo Rasero, ufficiale, giornalista e scrittore italiano (n. 1910)
- 26 dicembre - Cynthia Stone, attrice televisiva statunitense (n. 1926)
- 26 dicembre - Otto Zdansky, paleontologo austriaco (n. 1894)
- 27 dicembre - Hal Ashby, regista, montatore e produttore cinematografico statunitense (n. 1929)
- 27 dicembre - Arnaldo Colleselli, politico italiano (n. 1918)
- 27 dicembre - Walter Crook, allenatore di calcio e calciatore inglese (n. 1912)
- 27 dicembre - Enéas, calciatore brasiliano (n. 1954)
- 27 dicembre - Freda James, tennista britannica (n. 1911)
- 27 dicembre - Gino Visentini, giornalista, critico d'arte e sceneggiatore italiano (n. 1907)
- 28 dicembre - Björn Kurtén, paleontologo e scrittore finlandese (n. 1924)
- 28 dicembre - Sonia Micela, pittrice italiana (n. 1924)
- 28 dicembre - Vittoria Titomanlio, politica italiana (n. 1899)
- 29 dicembre - Émile Aillaud, architetto francese (n. 1902)
- 29 dicembre - Mike Beuttler, pilota di Formula 1 britannico (n. 1940)
- 29 dicembre - Ubaldo Passalacqua, calciatore e allenatore di calcio italiano (n. 1918)
- 30 dicembre - Julij Markovič Daniėl', scrittore, saggista e traduttore russo (n. 1925)
- 30 dicembre - Filippo Franceschi, arcivescovo cattolico italiano (n. 1924)
- 30 dicembre - Jan Baalsrud, militare norvegese (n. 1917)
- 30 dicembre - Dennis Klatt, ingegnere statunitense (n. 1938)
- 30 dicembre - Ernesto Lazzatti, calciatore, allenatore di calcio e giornalista argentino (n. 1915)
- 30 dicembre - Isamu Noguchi, scultore, architetto e designer statunitense (n. 1904)
- 30 dicembre - Nikolaj Sologubov, hockeista su ghiaccio sovietico (n. 1924)
- 31 dicembre - Yara Amaral, attrice brasiliana (n. 1936)
- 31 dicembre - Christopher Andrewes, biologo inglese (n. 1896)
- 31 dicembre - Manuel Gary, attore francese (n. 1912)
- 31 dicembre - Moisej Kas'janik, sollevatore sovietico (n. 1911)
- 31 dicembre - Bruno Marton, antifascista e politico italiano (n. 1913)

## Senza giorno specificato(72)
- Moulay Ali Alaoui, diplomatico marocchino (n. 1924)
- Gino Arduino, produttore discografico italiano (n. 1917)
- Raffaele Arié, basso bulgaro (n. 1920)
- Michele Arslan, medico italiano (n. 1904)
- Francesco Bande, fisarmonicista e cantante italiano (n. 1930)
- Krali Bimbalov, lottatore bulgaro (n. 1934)
- Giuseppe Antonino Biondo, ingegnere italiano (n. 1899)
- Anna Borkowska, religiosa polacca (n. 1900)
- Newton Buerger, fisico statunitense (n. 1907)
- Billy Burnett, calciatore inglese (n. 1926)
- Albert Büchi, ciclista su strada svizzero (n. 1907)
- Vittorio Capraro, fisiologo e chimico italiano (n. 1911)
- Giacomo Caramel, pittore, poeta e saggista italiano (n. 1890)
- Emilio Castro, calciatore argentino (n. 1910)
- Ruggero Ceppellini, genetista italiano (n. 1917)
- Aldo Conti, pittore italiano (n. 1890)
- Ubaldo Cruche, calciatore uruguaiano (n. 1920)
- Fëdor Vasil'evič Čuchrov, mineralogista russo (n. 1908)
- Héctor Echeverri, calciatore colombiano (n. 1938)
- Esmail Elmkhah, sollevatore iraniano (n. 1936)
- Giuseppe Ferri, giurista italiano (n. 1908)
- Fёdor Ivanovič Filippov, regista cinematografico sovietico (n. 1911)
- Stefania Filo Speziale, architetta italiana (n. 1905)
- Luigi Filocamo, pittore italiano (n. 1906)
- Achille Fiocco, critico teatrale italiano (n. 1905)
- Mavis Freeman, nuotatrice statunitense (n. 1918)
- Paolo Graziosi, archeologo e antropologo italiano (n. 1907)
- Carlo Guarnieri, pittore e incisore italiano (n. 1892)
- Alighiero Guglielmi, marciatore italiano (n. 1912)
- Han Qichang, artista marziale cinese (n. 1895)
- Paul Hove, nuotatore statunitense
- William Harold Hutt, economista inglese (n. 1899)
- Octavian Iosim, pallanuotista e allenatore di pallanuoto rumeno (n. 1930)
- Cyril V. Jackson, astronomo sudafricano (n. 1903)
- Jean Paul Guhel, danzatore su ghiaccio francese (n. 1930)
- Karel Jehlička, calciatore cecoslovacco (n. 1908)
- John Jewkes, economista britannico (n. 1902)
- Gordon Kaile, calciatore inglese (n. 1924)
- Émile Lachapelle, canottiere svizzero (n. 1905)
- Piero Landini, geografo italiano (n. 1900)
- Cesare Ligini, architetto italiano (n. 1913)
- Narciso López Rodríguez, calciatore messicano (n. 1928)
- Piero Manai, artista italiano (n. 1951)
- Maurizio Marini, calciatore e dirigente sportivo italiano (n. 1912)
- Grace McKenzie, nuotatrice britannica (n. 1903)
- Alessandro Minardi, giornalista italiano (n. 1908)
- Eitel Friedrich Moellhausen, diplomatico tedesco (n. 1913)
- Giovanni Molinari, calciatore italiano (n. 1906)
- Chapman Mortimer, scrittore scozzese (n. 1907)
- Norival, calciatore brasiliano (n. 1917)
- Alfred North, pallanuotista britannico (n. 1908)
- Libero Novara, calciatore italiano (n. 1923)
- Renaldo Nuzzolese, pittore e designer italiano (n. 1918)
- Guido Pagani, medico e alpinista italiano (n. 1917)
- Pelegrina Pastorino, giornalista italiana (n. 1902)
- Lolette Payot, tennista svizzera (n. 1910)
- Marco Perazzolli, pittore italiano (n. 1934)
- Giovanni Perriera, violoncellista italiano (n. 1923)
- Maria Questa, pittrice italiana (n. 1904)
- Giovanni Maria Rasario, medico italiano (n. 1906)
- Giuseppe Reverberi, presbitero, biologo e zoologo italiano (n. 1901)
- Edward Togo Salmon, storico britannico (n. 1905)
- Ennio Santucci, dirigente d'azienda italiano (n. 1914)
- Evgenij Semënov, pallanuotista sovietico (n. 1920)
- Stanley Skewes, matematico sudafricano (n. 1899)
- Rodolfo Stranieri, medico, pittore e fotografo italiano (n. 1915)
- Konstantin Travin, cestista e allenatore di pallacanestro sovietico (n. 1905)
- Masao Ueyama, esperantista e scrittore giapponese (n. 1910)
- Ioteba Tamuera Uriam, scrittore, musicista e politico gilbertese (n. 1910)
- Virginia Vacca, arabista e islamista italiana (n. 1891)
- Emilio Vuolo, filologo italiano (n. 1911)
- Ye Shengtao, scrittore e politico cinese (n. 1894)